# Fördergerüst

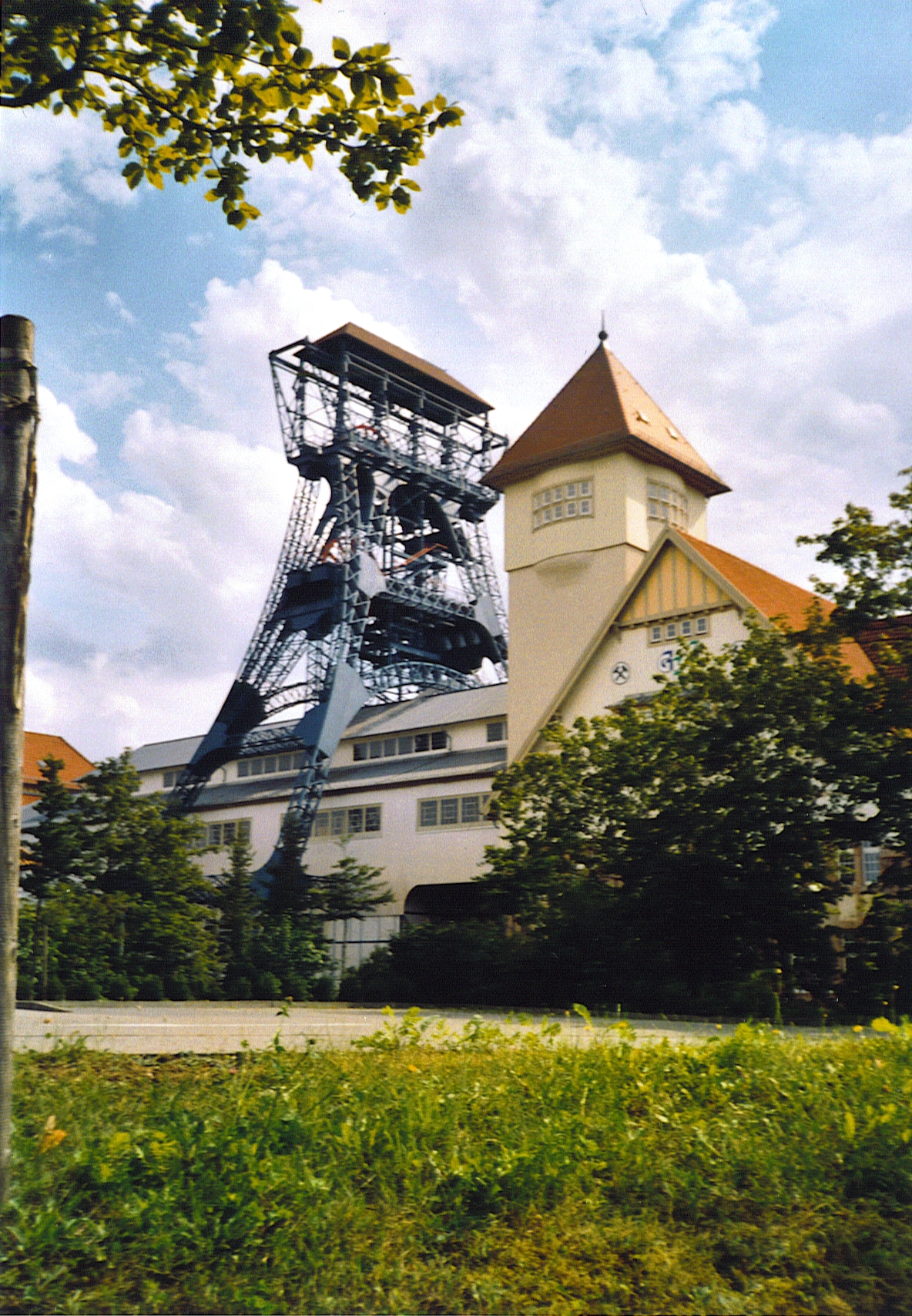
Fördergerüst des Petersenschachtes in Sondershausen (Jugendstil). Es ist dem Eiffelturm nachempfunden und gilt als eines der schönsten seiner Art.

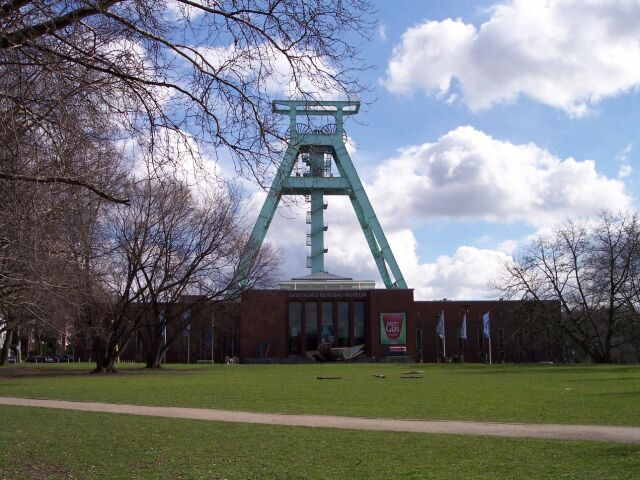
Fördergerüst über dem Deutschen Bergbau-Museum Bochum

Als Fördergerüst, Seilscheibengerüst, Seilscheibenbock oder Seilscheibenstuhl bezeichnet man eine Konstruktion, die über dem Schacht eines Bergwerks oder einer Tunnelanlage, aus unterschiedlichen Baumaterialien errichtet wird und die der Aufnahme der Seilscheiben dient. Vom Fördergerüst unterschieden wird der Förderturm, bei dem sich die Fördermaschine meistens im Turm direkt über dem Schacht befindet. Fördergerüste können nach der Inbetriebnahme, im Gegensatz zu Fördertürmen, ausgewechselt werden. Fördergerüste und Fördertürme sind die markantesten Bauwerke eines Bergwerks, die das Erscheinungsbild jeder Bergwerksanlage besonders prägen.

## Geschichte
Mit dem Erschöpfen oberflächennaher Bodenschätze ergab sich die Notwendigkeit des Teufens von Schächten, die zur Förderung des Erzes und zur Fahrung dienten. Als Fördermittel war zunächst der Handhaspel im Gebrauch. Dieser wurde direkt über dem Schacht aufgestellt und durch eine Haspelkaue geschützt. Mit dem Erreichen immer größerer Teufen benötigten die Bergleute größere Antriebsleistungen und es wurden Kehrräder sowie Göpel eingesetzt. Hier wurde erstmals eine Umlenkung der Förderseile oder -ketten notwendig. In seinem Werk De re metallica beschreibt Georgius Agricola diese frühen Fördermaschinen ausführlich in Wort und Bild. Allerdings war die Leistungsfähigkeit dieser Antriebe nicht mit denen der modernen Bergwerke vergleichbar. Da die Förderkapazität aufgrund der Antriebskraft gering war, konnte für die Seilscheibengerüste eine leichte Bauweise z. B. in Holzausführung angewandt werden. Während man im englischen und teilweise auch im französischen Bergbau die Seilscheibengerüste frei aufstellte, verfolgte man im deutschen Bergbau ein anderes Konzept. Hier wurden die hölzernen Seilscheibengerüste zum Schutz vor der Witterung mit einer Einhausung oder einem Schachthaus umbaut.
Die Erfindung der Dampfmaschine ermöglichte das weitere Vordringen in größere Teufen. Die Dampfmaschinen wurden generell ebenerdig neben dem Schacht aufgestellt. Diese Aufstellungsweise bezeichnete man zur Unterscheidung von der Aufstellung über dem Schacht als Flurfördermaschine. Da die Förderseile in der Schachtachse verlaufen müssen, wurden sie über die Seilscheiben umgelenkt. Zunächst wurden dafür gemauerte Treibehäuser gebaut, die sowohl Fördermaschine als auch Hängebank aufnahmen. Parallel dazu fanden auch hölzerne Fördergerüste Verwendung, die Drahtseile schützte man vor der Witterung durch Verschalungen. Beide Bauformen konnten jedoch der stürmischen Entwicklung der Dampfmaschinen und der immer größeren Teufe der Schächte auf Dauer nicht genügen. Wenn man möglichst hohe Fördergeschwindigkeiten und die dafür nötige Sicherheit gewährleisten wollte, benötigt man über der Rasenhängebank mehr freie Höhe und die Gerüste und Einhausungen mussten daher höher gebaut werden. Die höheren Antriebskräfte und der längere Hebelarm zur Lagerung der Seilscheibe erhöhte die auf das Schachtgerüst wirkenden Kräfte.
Daher ging man zum Bau von Türmen mit massiven Strebepfeilern über (Malakow-Turm) und/oder baute innerhalb des Gebäudes einen hölzernen bzw. eisernen Seilscheibenstuhl ein. Anfangs waren die starken Mauern und das entsprechende Eigengewicht der Malakowtürme ausreichend, um die Kräfte aufzunehmen. Zum Ende des 19. Jahrhunderts wurden Seilscheibengerüst in die Türme eingebaut oder nachgerüstet. Die Strebenkonstruktion nimmt die Kräfte auf, die in Richtung der Kraft aus der Achse Fördermaschine – Seilscheiben und der Gewichtskraft der im Schacht hängenden Förderkörbe resultiert. Das erste stählerne Fördergerüst wurde im Jahr 1864 auf einem Bergwerk der französischen Stadt Hainaut errichtet. Seit der Mitte der zweiten Hälfte des 19. Jahrhunderts kamen mehr und mehr freistehende Stahlkonstruktionen als Strebengerüste in Gebrauch. Der geschlossene Malakowturm bzw. das Treibehaus wurde meist nur noch bei ausziehenden Wetterschächten eingesetzt, da diese Bauform den Schacht zur Umgebung verschließt, um Wetterkurzschlüsse zu vermeiden. Im 20. Jahrhundert prägten die Fördergerüste die Industrieregion des Ruhrgebiets. Hier wurden vornehmlich Tomson-Böcke, Strebengerüste und Doppelbockgerüste errichtet.

## Grundlagen
Das Fördergerüst hat zwei wesentliche Aufgaben. Zum einen muss das Fördergerüst als Stützbock für die Seilscheiben dienen und zum anderen soll das Fördergerüst für den Förderkorb oder für das Fördergefäß außerhalb des Schachtes eine entsprechende Führung bilden. Bei der Konstruktion eines Fördergerüstes müssen die erforderliche Höhe und die Art der Lagerung der Seilscheiben berücksichtigt werden. Die Höhe eines Fördergerüstes hängt von mehreren Faktoren ab. Ein wesentlicher Faktor ist die Freie Höhe, also der Abstand zwischen dem Zwischengeschirr, wenn der Fördergutträger sich in der höchsten Betriebsstellung befindet, und dem Prellträger. Dieser Abstand ist als Mindestabstand bergbehördlich vorgeschrieben. Er beträgt bei größeren Seilfahrtanlagen zehn Meter, bei kleineren Seilfahrtanlagen drei Meter. Diese Distanz ist erforderlich, damit im Falle eines Übertreibens noch ein genügender Sicherheitsabstand zwischen der Hängebank und den Seilscheiben bleibt. Der Sicherheitsabstand wird oftmals auch größer gewählt und beträgt bei einzelnen Anlagen bis zu 25 Meter. Innerhalb des Sicherheitsabstandes, der dem Fördergutträger im Falle eines Übertreibens als Übertreibweg dient, wird das Fördermittel durch die Sicherheitsbremse der Fördermaschine und durch die Übertreibsicherung soweit abgebremst, dass es möglichst noch vor dem Prellträger zum Stehen kommt. Ein weiterer Faktor, der einen Einfluss auf die Höhe des Fördergerüstes hat, ist die Lage der Hängebank. Hierbei ist in erster Linie die örtliche Lage der weiterverarbeitenden Betriebsteile wie Sieberei und Aufbereitungsanlage zu berücksichtigen. Des Weiteren muss die Höhe des Fördergerüstes so bemessen sein, dass eine ausreichende Höhe zum Einhängen von Langmaterialien wie z. B. Rohre, langes Grubenholz oder Schienen verbleibt. Wird die Rasenhängebank anstelle einer Hängebank als Förderanschlag genutzt, so kann das Fördergerüst entsprechend niedriger gebaut werden. Letztendlich hat auch die Höhe des Fördergutträgers einen wesentlichen Einfluss auf die Höhe des Fördergerüstes.
Die Lagerung der Seilscheiben im Fördergerüst kann, je nach Stellung der Fördergutträger zueinander und zur Richtung der Seilträgerachse, über- oder untereinander erfolgen. Werden bei der Fördermaschine Bobinen oder Trommeln als Seilträger verwendet, dann werden die Seilscheiben nebeneinander im Fördergerüst gelagert. Grund hierfür ist die seitliche Seilablenkung, die aufgrund der Breite des Seilträgers entsteht. Zur Verringerung dieser Seilablenkung ist ein seitlicher Abstand der Seilscheiben zueinander erforderlich. Wird als Seilträger eine Treibscheibe verwendet, ist die Lagerung der Seilscheiben übereinander günstiger. Durch diese Anordnung der Seilscheiben wird das Fördergerüst schmaler, aber bedingt durch die Abmessungen der Seilscheiben auch höher. Allerdings ergibt sich durch die übereinander gelagerten Seilscheiben ein kleinerer Umschlingungswinkel an der Treibscheibe. Beim Bau eines Fördergerüstes müssen außerdem die auftretenden Zugkräfte berücksichtigt werden und das Gerüst entsprechend konstruiert werden. Zudem ist zu berücksichtigen, dass der gesamte auf die Seilscheibe wirkende Seildruck vom Fördergerüst aufgenommen werden muss. Aus Sicherheitsgründen müssen Fördergerüste mit einer genormten Blitzschutzanlage ausgestattet sein.

## Baumaterialien
Für den Bau von Fördergerüsten und Fördertürmen wurden unterschiedliche Baumaterialien eingesetzt. Für den Bau wurde Holz, Holz mit Mauerwerk kombiniert, Stahl, Gusseisen oder Stahlbeton verwendet. Das älteste Baumaterial war Holz, da es billig zu bekommen und leicht zu bearbeiten war. Die einzelnen Hölzer werden miteinander verzapft oder mittels eisernen Schrauben und Platten miteinander zum Gerüst verschraubt. Allerdings haben diese Gerüste nur eine relativ geringe Lebensdauer, die je nach klimatischen Bedingungen zwischen 15 und 18 Jahren liegt. Im besonders rauen Klima liegt die Nutzungsdauer noch deutlich darunter. Sie liegt bei unbehandeltem Weichholz bei sechs und bei Eichenholz bei zehn Jahren. Unbeschlagenes Rundholz ist besser als beschlagenes. Um die Nutzungsdauer zu erhöhen, müssen die Hölzer mit einem schützenden Anstrich versehen werden, der entweder aus Teer oder speziellen Imprägniermitteln besteht. Dieser Schutzanstrich ist insbesondere bei ausziehenden Schächten erforderlich, da die aufsteigenden Abwetter in der Regel feucht und warm sind und somit ein rasches Vermodern des Holzes begünstigt wird. Nachteilig ist auch die Brennbarkeit des Holzes, sofern es nicht feuerfest imprägniert wird. Letztendlich sind Fördergerüste aus Holz nur für geringere Lasten geeignet. Sie sind somit nur für kleinere Anlagen geeignet. Ein weiterer Nachteil von Holz ist, dass Hölzer die zwölf Meter und länger sind, nur selten zu bekommen sind. Um die erforderliche Höhe der Seilscheiben dennoch zu erreichen, wird das hölzerne Fördergerüst auf mehrere Meter hohe Grundmauern gestellt. Fördergerüste aus Stahl sind zwar teurer, sie haben aber deutliche Vorteile gegenüber den Gerüsten aus Holz. Sie haben den Vorteil, dass sie ein relativ geringes Eigengewicht besitzen. Außerdem sind sie deutlich weniger anfällig für Reparaturen und Betriebsstörungen. Weitere Vorteile von Stahlgerüsten sind ihre Feuersicherheit, die längere Lebensdauer als Holzgerüste, zudem können sie deutlich höher gebaut werden als hölzerne Fördergerüste. Nachteilig ist jedoch, dass sie, bedingt durch ihr geringes Eigengewicht, nur geringe Seitenkräfte, wie sie z. B. durch Seilzug entstehen, aufnehmen können und durch Streben abgestützt werden müssen. Gusseisen wurde als Baumaterial für Fördergerüste nur in geringem Maß, überwiegend im englischen Bergbau, eingesetzt. Nachteilig bei diesem Baustoff ist, dass er sehr spröde ist und deshalb bei abrupten Lastwechseln schnell bricht. Stahlbeton wird hauptsächlich für den Bau von Fördertürmen verwendet. Für den Bau von Strebengerüsten ist Stahlbeton schlecht geeignet. Trotzdem wurden auch Fördergerüste aus Stahlbeton gebaut und betrieben. Nachteilig sind bei Stahlbeton das hohe Gewicht und die mangelnde Flexibilität bei Erschütterungen und bei Bodensenkungen oder sonstigen Veränderungen. Durch zusätzliche Maßnahmen, wie z. B. innere Aussteifungen, lassen sich diese Nachteile teilweise ausgleichen.

## Grundsätzliche Konstruktionsweise
Grundsätzlich besteht ein Fördergerüst aus dem Traggerüst, dem Führungsgerüst und der Seilscheibenbühne. Das Traggerüst besteht aus abstützenden und verstrebenden Konstruktionselementen. Das Führungsgerüst, auch Luftschacht genannt, dient der Aufnahme der Schachtführung oberhalb des Schachtmundes. Es ist möglichst so zu montieren, dass es nicht zur Aufnahme der seitlichen Zugkräfte genutzt wird. Gründe dafür sind zum einen, dass das Führungsgerüst durch die Zugkräfte elastischen Formänderungen ausgesetzt ist und zum anderen, dass es diese Zugkräfte an den Schachtausbau weiterleiten würde. Allerdings gibt es auch Konstruktionen, bei denen keine klare Trennung zwischen Traggerüst und Führungsgerüst besteht. Bei diesen Fördergerüsten bilden das Traggerüst und das Führungsgerüst zusammen das Tragsystem. Die Seilscheibenbühne dient zur Aufnahme der Seilscheiben.
Fördergerüste werden in drei Klassen unterteilt, das Trägersystem, das Bocksystem und das kombinierten Träger- und Bocksystem. Welches System letztendlich gewählt wird, hängt vom jeweiligen Produktionsablauf, von der jeweiligen Lagerstätte und von den betrieblich-maschinellen Voraussetzungen ab. Das reine Trägersystem besteht entweder aus zwei oder vier Trägern, welche untereinander verbunden sind. Diese Träger dienen dazu, die Seilscheibenlager mit den darin gelagerten Seilscheiben zu tragen. Das Führungsgerüst wird bis oben von einem aus massivem Mauerwerk hergestellten Turm, der eine Wandstärke von bis zu 1,5 Meter hat, umschlossen. Dieses System wird deshalb auch als Trägersystem in gemauerten Türmen bezeichnet. Die Träger sind mit ihren Enden in dem Mauerwerk des Turmes gelagert.
Beim Bocksystem unterscheidet man zwei-, drei- und vierbeinige Böcke. Dabei ist Bezeichnung des Bockes abhängig davon, aus wie vielen Einzelstützen er besteht. Die ersten hölzernen Bockgerüste konnten bereits Anfang des 19. Jahrhunderts statisch berechnet werden. Die zwei- und dreibeinigen Böcke sind in Zugrichtung zur Fördermaschine durch Streben abgesteift. Jede Strebe besteht aus zwei oder drei miteinander verbundenen Einzelstützen (Beinen). Die Streben haben die Aufgabe, den von der Fördermaschine ausgehenden Seilzug aufzunehmen. Wird das Traggerüst durch zwei weitere vertikale Stützen verstärkt, dann spricht man vom vierbeinigen Bock. Das Bocksystem hat gegenüber dem Trägersystem entscheidende Vorteile. So benötigen sämtliche Bocksysteme keine Schachttürme, außerdem können Bocksysteme in kürzerer Zeit hergestellt werden und sind zudem auch kostengünstiger. Nachteilig ist bei diesem System, dass ein besonderes Schutzdach über den Seilscheiben angebracht werden muss. Eine Kombination aus gemauertem Schachtturm und frei stehendem Gerüst sind Fördergerüste, bei denen die Umfassungsmauern des Schachtturmes nur bis zur Hängebank reichen. Die Umfassungsmauern dienen dem aus vier Bockbeinen bestehenden Fördergerüst als Auflager. Beim Kombinierten Träger- und Bocksystem werden die Träger, auf denen die Seilscheiben gelagert sind, ebenfalls im Mauerwerk des Schachtturmes gelagert, aber zusätzlich noch von unten durch Säulen oder Streben unterstützt, sodass das Träger- und das Bocksystem in einem System vereint sind.

## Bauformen

### Einfache Seilscheibengerüste

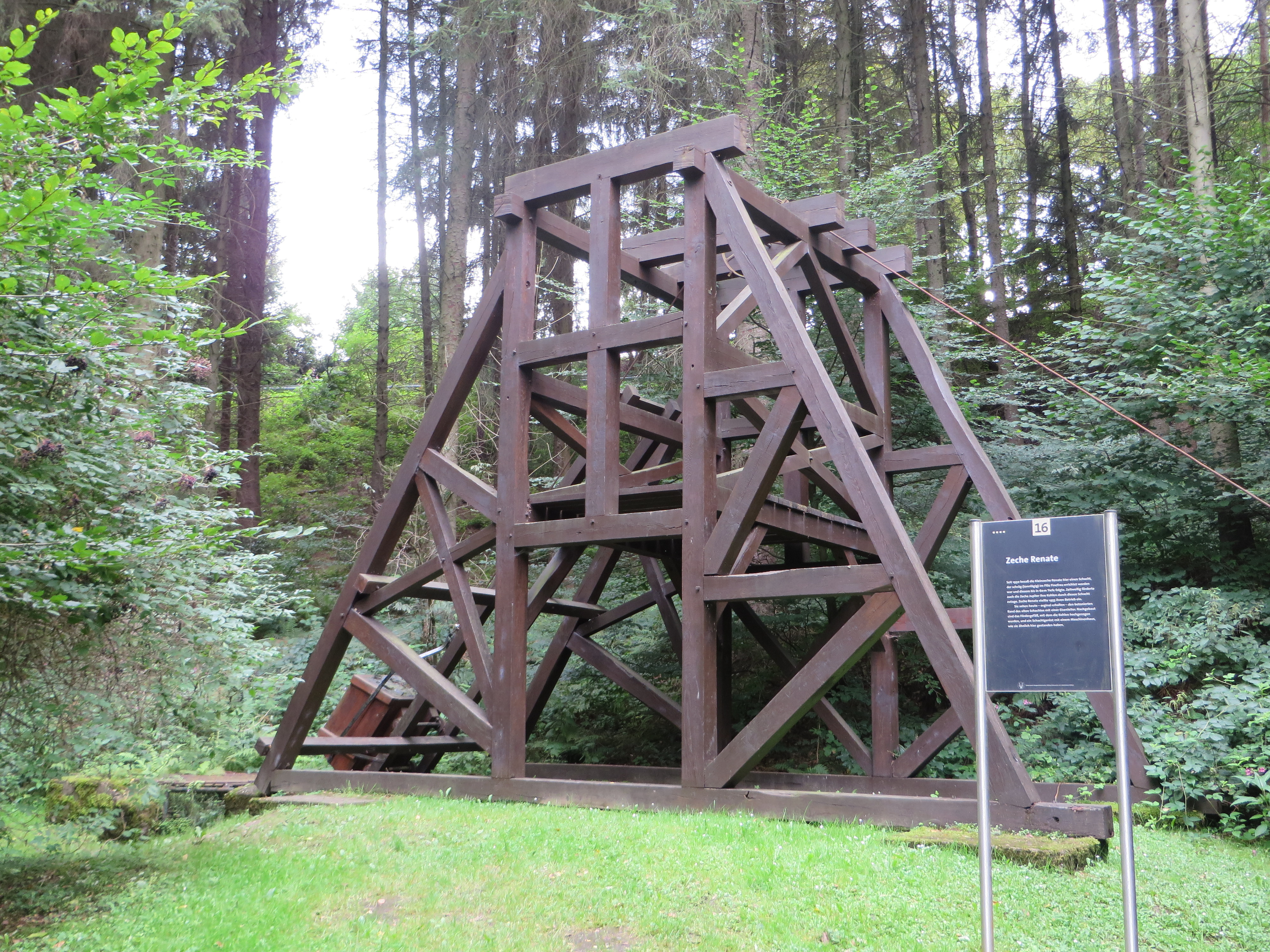
Nachbau eines einfachen hölzernen Seilscheibengerüsts

Die einfachen Seilscheibengerüste, wie sie für die Förderung mit dem Göpel benötigt wurden, haben kaum Ähnlichkeiten mit modernen Fördergerüsten. Die Basis dieser Seilscheibengerüste bildeten vier im Boden eingesenkte Hauptpfosten. Die vorderen Pfosten wurden so positioniert, dass sich die Seilscheiben mittig über der Schachtscheibe befanden. Die vier Hauptpfosten wurden durch drei Reihen eingezapfte Balken verbunden, die parallel zum langen Schachtstoss mit jeweils zwei Hauptpfosten verbunden wurden. Auf diese als Riegel bezeichneten Hölzer wurden die Lagerungen für die Seilscheiben montiert. Diese sogenannten Anwägehölzer wurden mittels aufgenagelter Holzklötze oder durch eiserne Bänder an den Riegeln befestigt. Dabei muss darauf geachtet werden, dass die Richtung der Seilscheiben so ausgerichtet wird, dass sie mit der Richtung der Seiltrumme übereinstimmt. Die beiden Seilscheiben müssen jeweils in unterschiedlichen Höhen angebracht werden, damit sich das Seil entsprechend auf dem Seilkorb aufwickelt kann. Um das Seilscheibengerüst vor Witterungseinflüssen zu schützen, wurde dieses in der Regel mit einem Gebäude umbaut. Dieses Gebäude hatte häufig eine scheunenähnliche Form. Neben diesen Seilscheibengerüsten gab es auch einfache Gerüste, die aus drei Hauptpfosten bestanden, die mittels Querriegeln miteinander verbunden waren. Diese als Dreibaum bezeichneten Gerüste wurden oftmals auf Kleinzechen eingesetzt.

### Pyramidengerüste
Ein Pyramidengerüst wird nach dem Trägersystem gebaut. Als Baumaterial wird entweder Holz oder Stahl verwendet. Holz wird jedoch nur bei Schächten mit geringerer Teufe, in denen nur kleinere Lasten gefördert werden müssen, verwendet. Eine weitere Anwendung ist der Einsatz als Abteufgerüst. Das Gerüst hat die Form einer abgestumpften Pyramide. Die Basis des Gerüstes bilden vier kräftige Ecksäulen aus Holz oder Stahl, die so ausgerichtet sind, dass sie sich nach oben hin nähern. Jede dieser Ecksäulen steht auf einem gemauerten Fundament. Sie werden mittels gusseiserner Schuhe und Anker mit dem jeweiligen Fundament verbunden. Die Ecksäulen werden untereinander durch waagerechte Querriegel miteinander verbunden. Aufgrund ihrer allgemeinen Konstruktionsweise haben Pyramidengerüste eine relativ kleine Grundfläche. Dadurch bedingt können Pyramidengerüste durch seitliche Zugkräfte, die nur auf einer Seite angreifen, zur Seite kippen. Um dieses zu unterbinden kann das Gerüst so verstärkt werden, dass es ein möglichst großes Gewicht hat. Ebenfalls unterbinden kann man diese Neigung zum Kippen, indem seitliche Streben in Zugrichtung an das Gerüst angebracht werden. Diese Bauform wird als abgestrebtes Pyramidengerüst bezeichnet. Weitere Möglichkeit zur Stabilitätsverbesserung sind die Veränderung der Neigung der Ecksäulen oder die Vergrößerung der Grundfläche. Vorteile des Pyramidengerüstes gegenüber anderen Gerüsten ist, dass der Luftschacht nicht durch die Seilscheibenbühne belastet wird, da er nur zur Leitung der Fördergutträger dient.

### Streben- bzw. Bockgerüste
Diese Gerüste wurden in den Bergrevieren in unterschiedlichen Formen, mit unterschiedlichen Baumaterialien, konstruiert. Grundsätzlich unterscheidet man in der Bauweise zwischen deutschen und englischen Strebengerüsten. Die einzelnen Fördergerüste werden entweder in Fachwerkbauweise, in Vollwandbauweise oder in Hohlkastenform erstellt. Zunächst baute man genietete Stahlfachwerkgerüste, später sogenannte Vollwandgerüste und noch später Gerüste aus Kastenprofilen. Dies spiegelt in erster Linie die Entwicklung der Stahlverarbeitung wider. Je nach Art der Abstrebung wird zwischen Einstrebengerüsten, Zweistrebengerüsten und Turmgerüsten unterschieden.

#### Beispiele von Strebengerüste

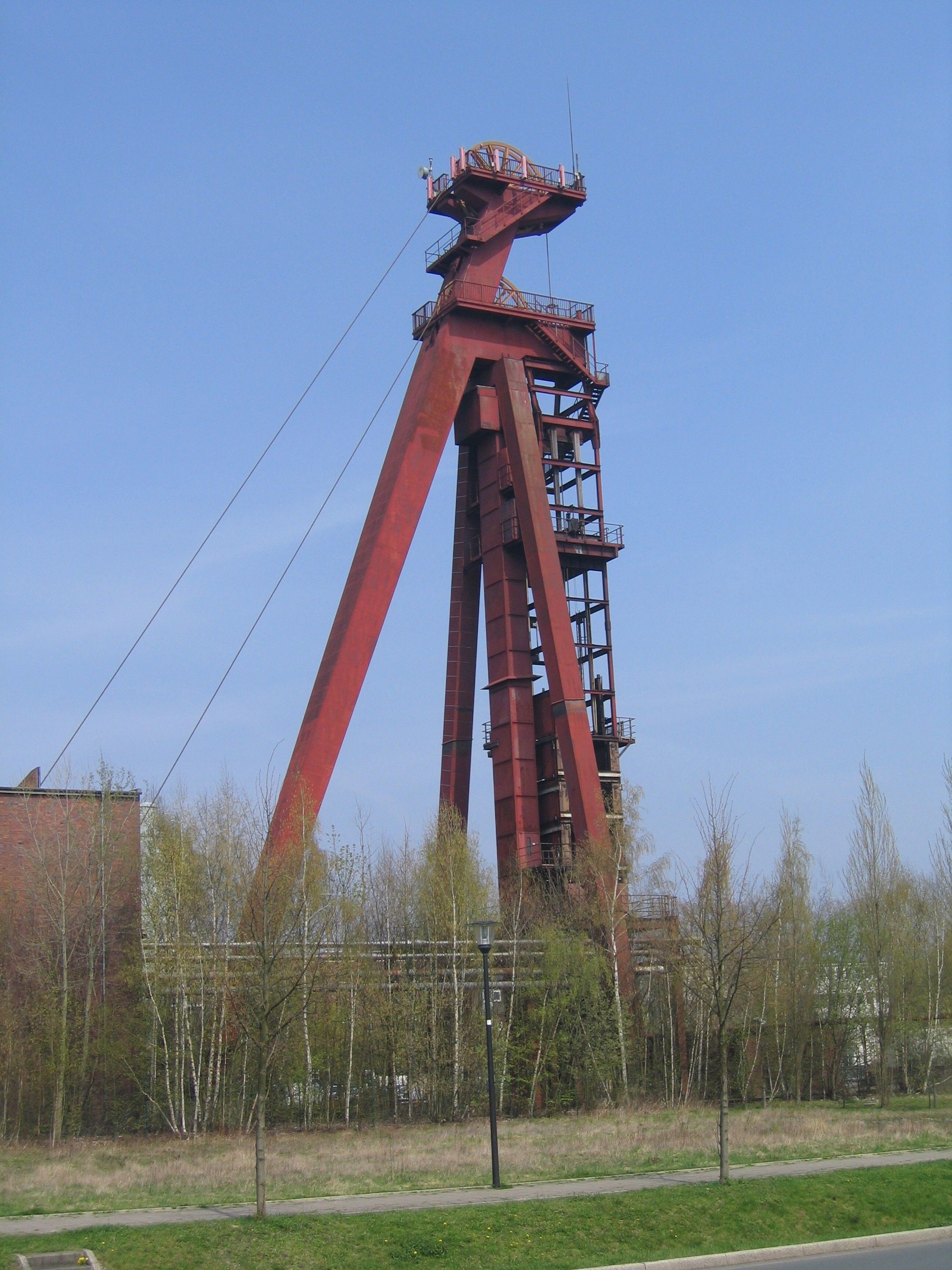
Fördergerüst der ehemaligen Zeche Monopol in Kamen
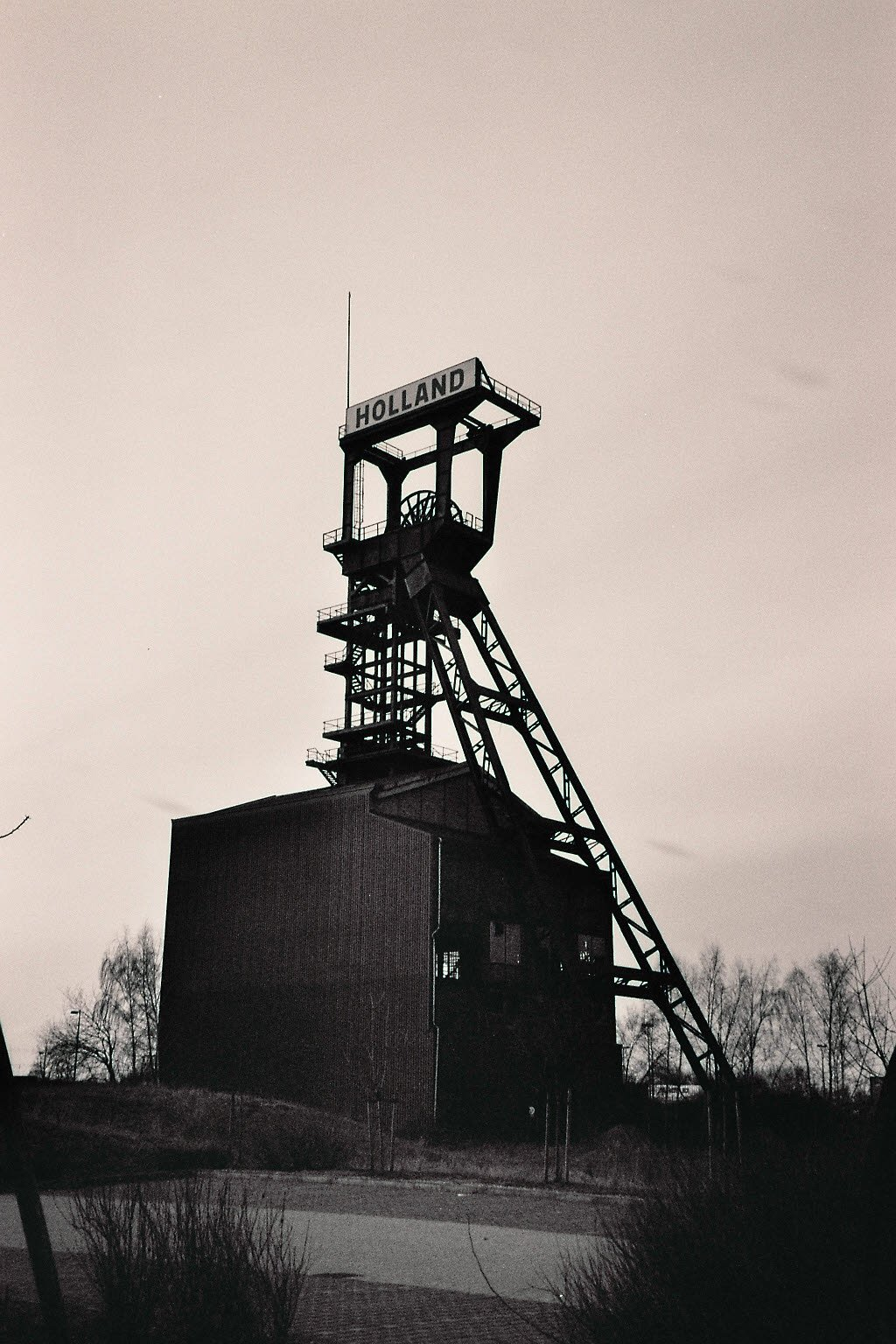
Strebengerüst der Zeche Holland
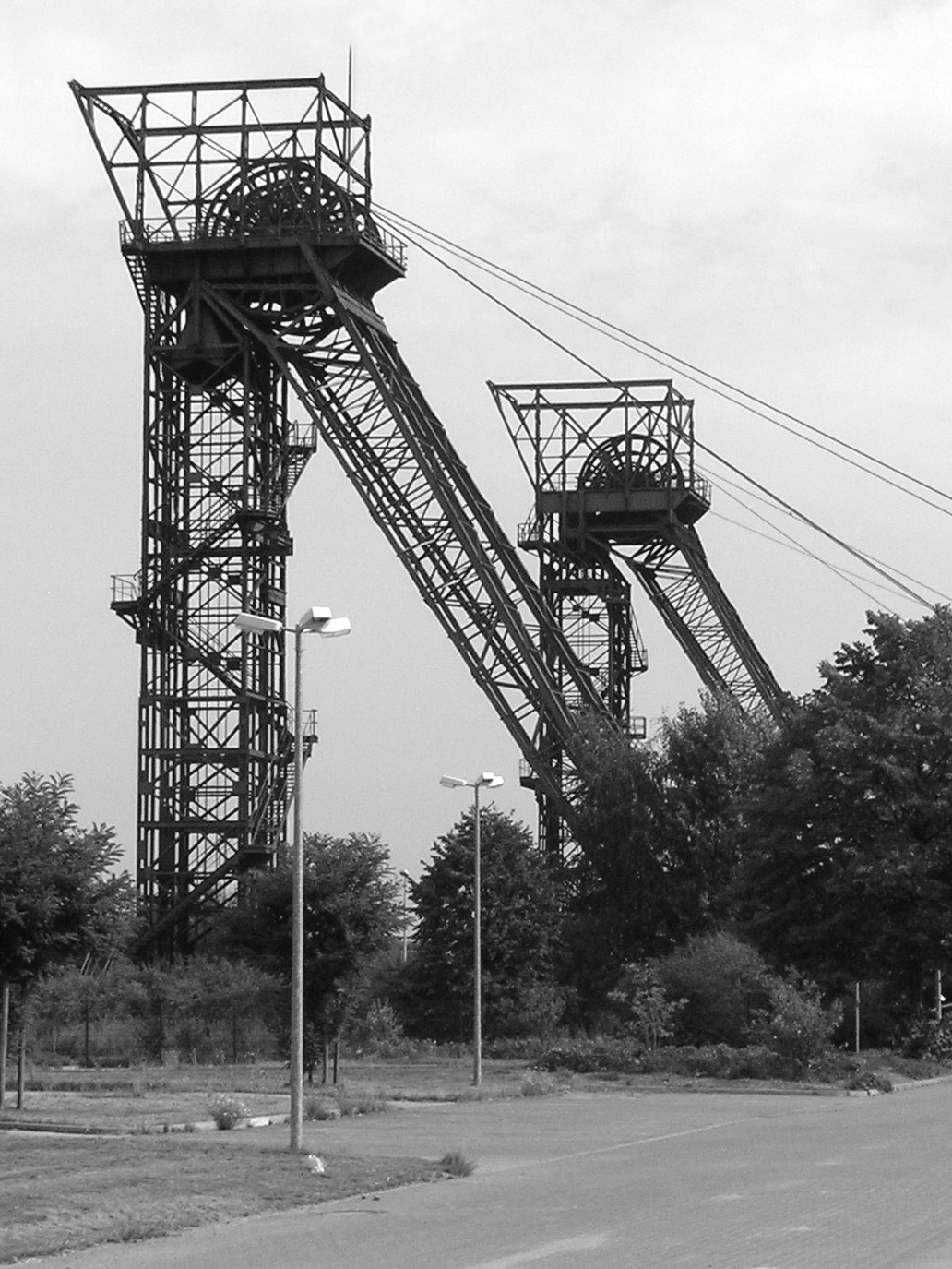
Strebengerüste der Zeche Auguste Victoria in Marl.
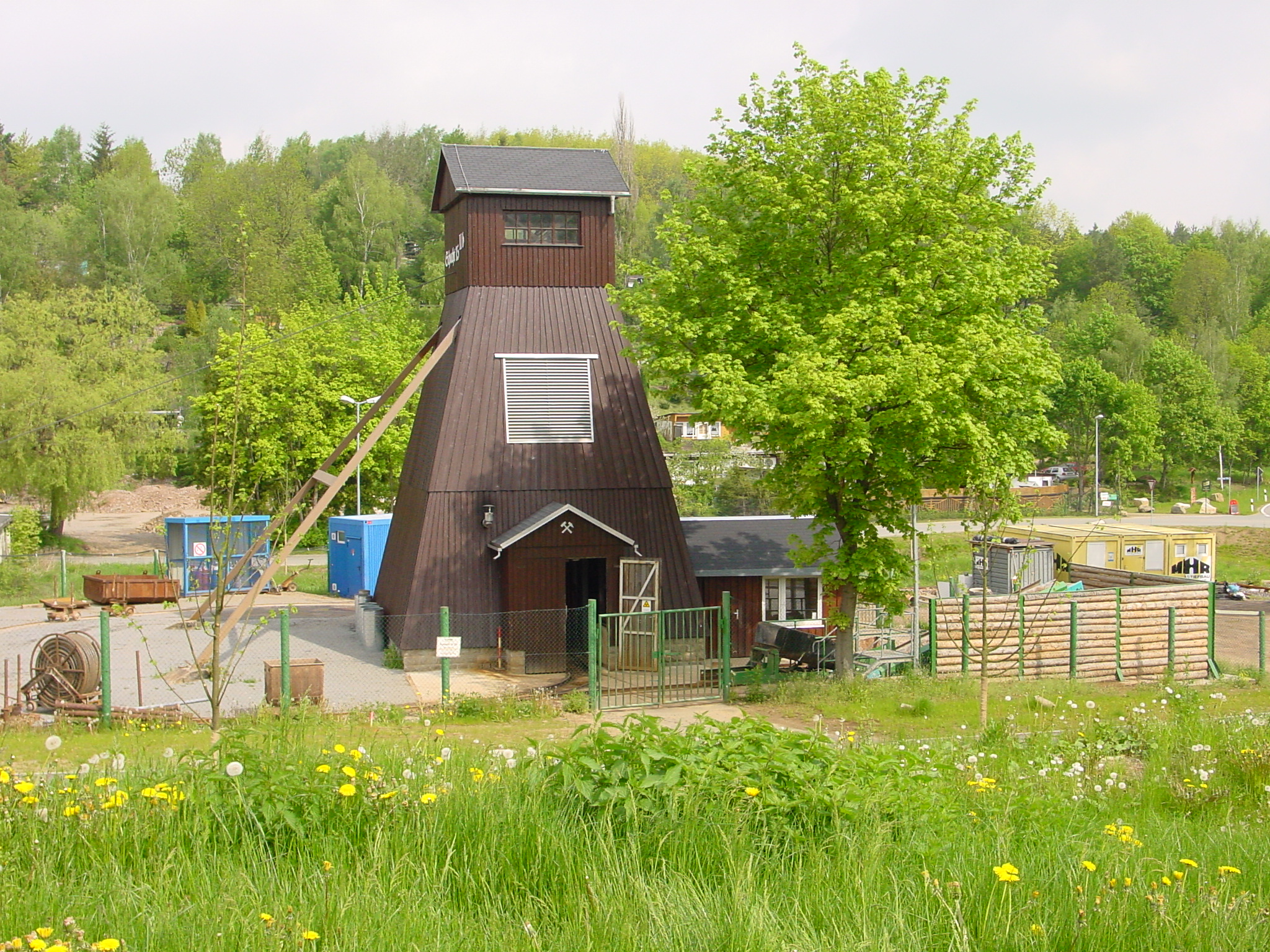
Fördergerüst Schacht 15IIb in Schlema
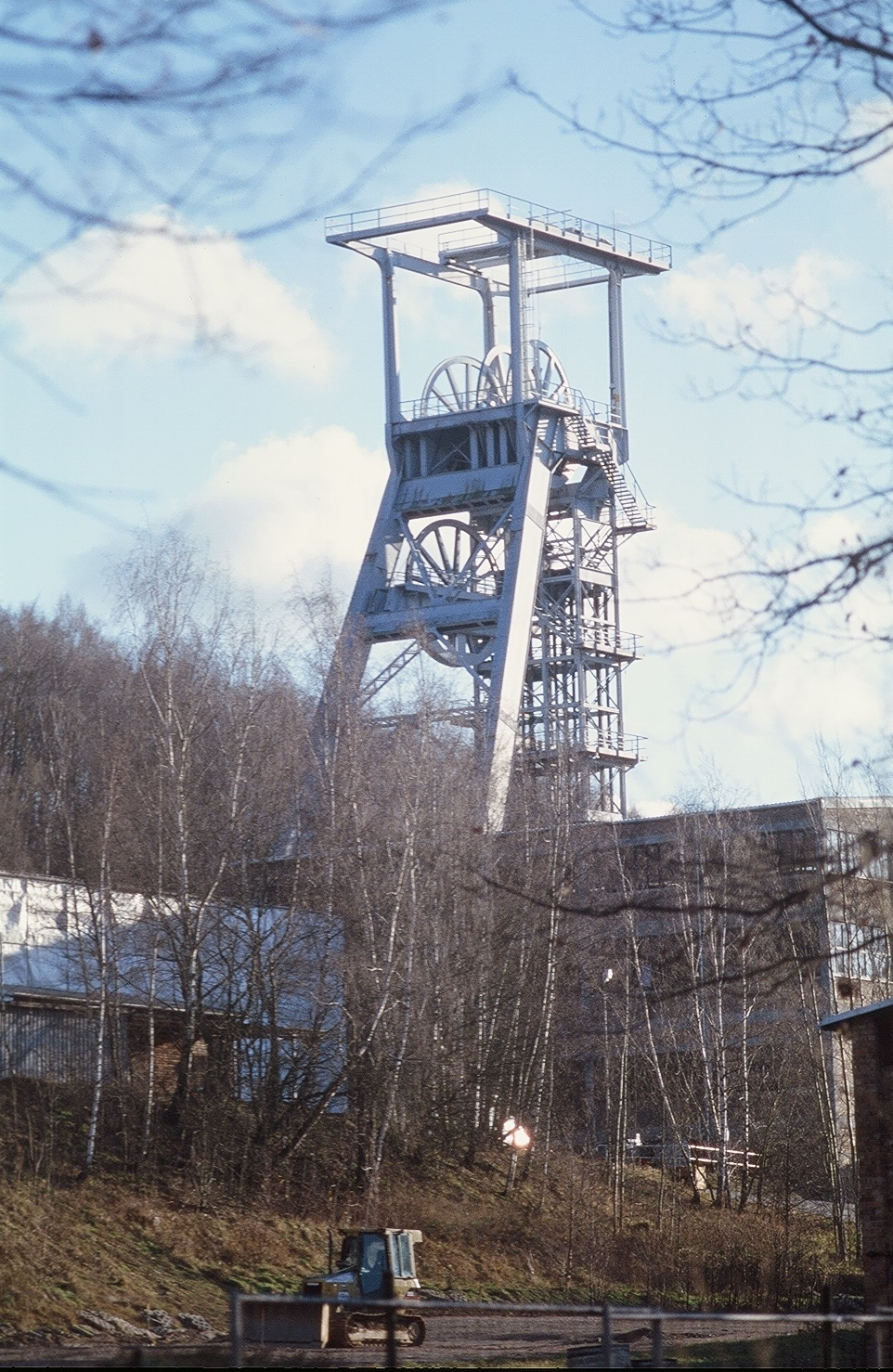
Fördergerüst des Schachtes 371 in Hartenstein
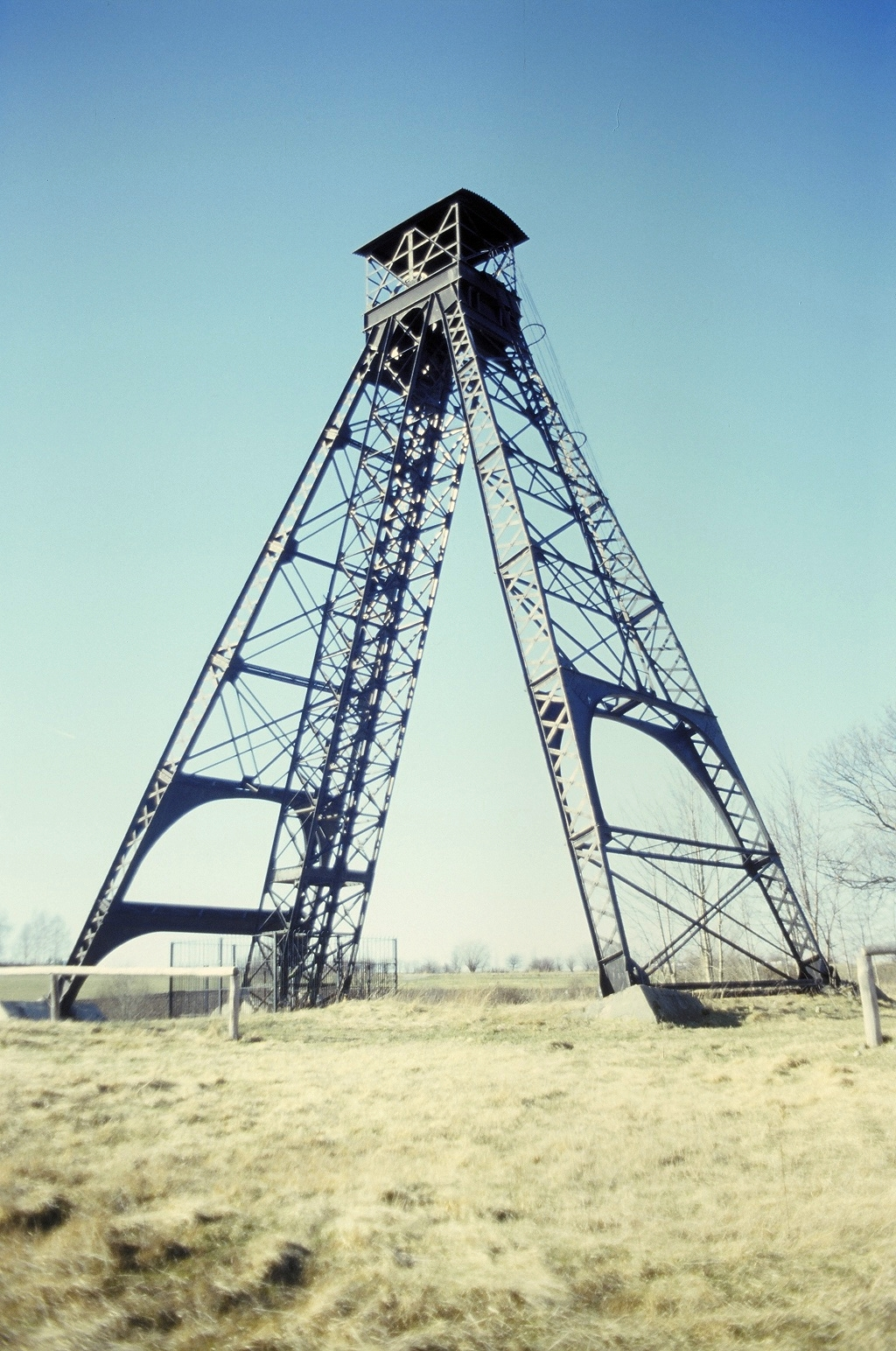
Fördergerüst des tonnlägigen Türkschachtes in Zschorlau
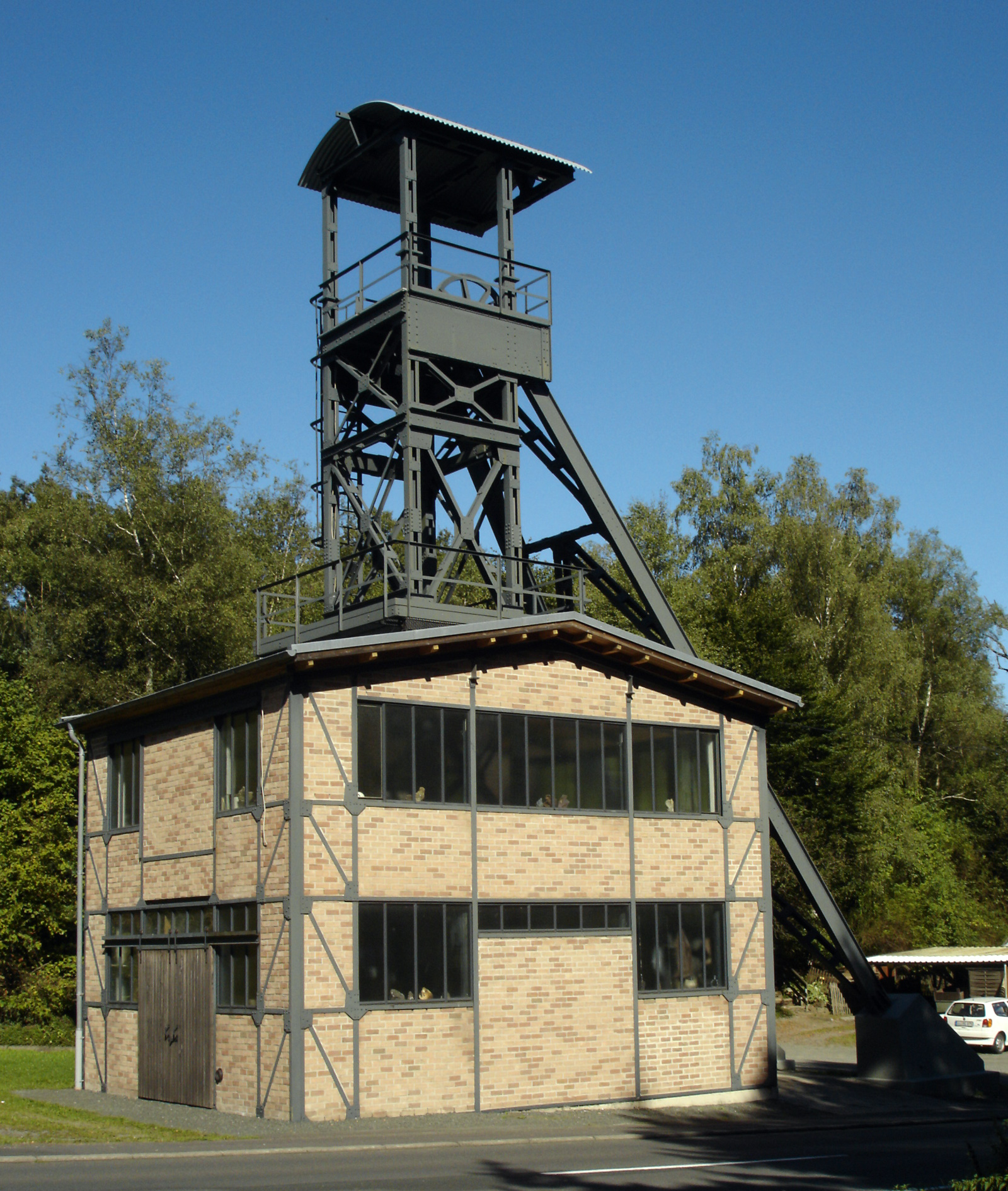
Fördergerüst der Grube Grimberg
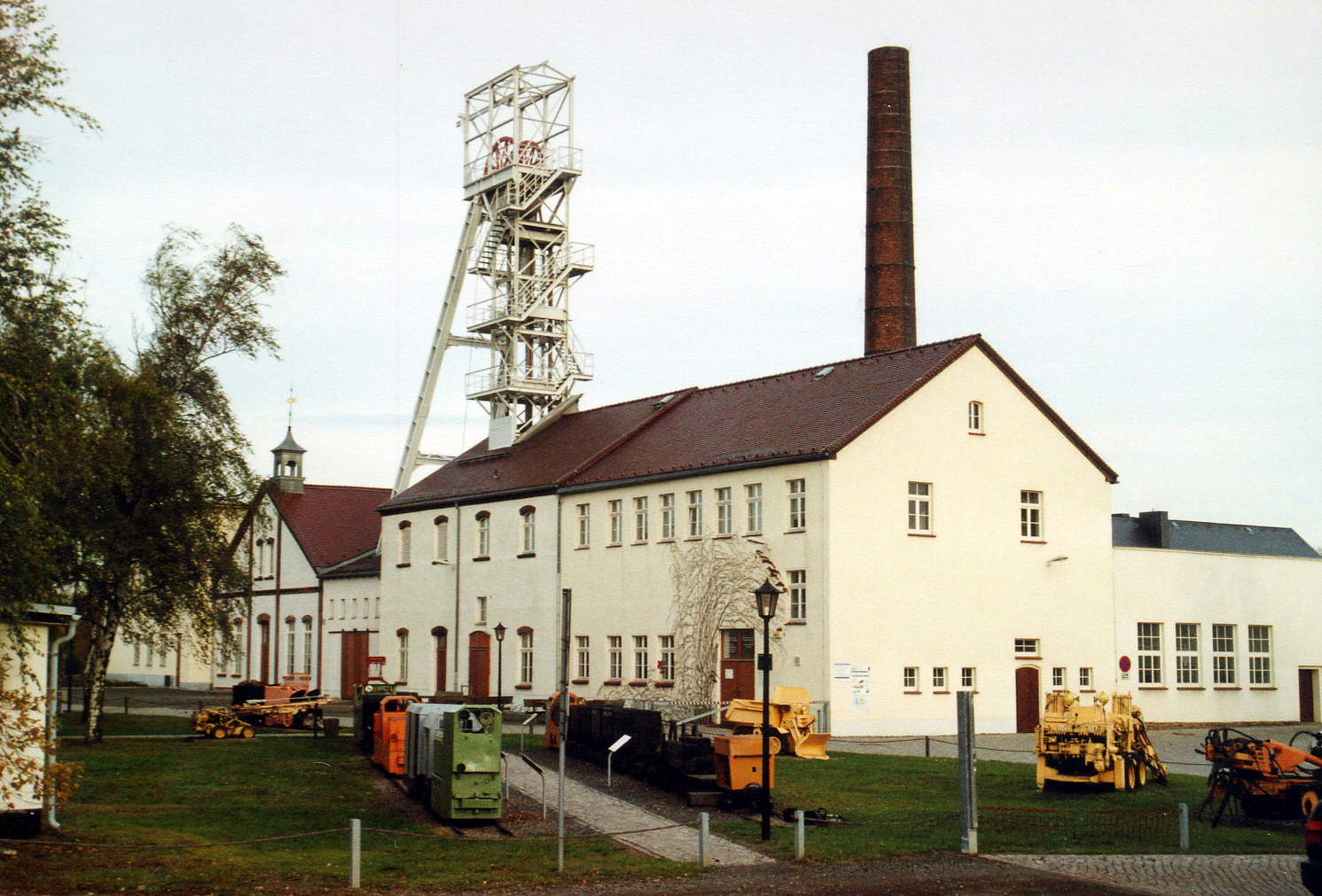
Fördergerüst der Reichen Zeche in Freiberg
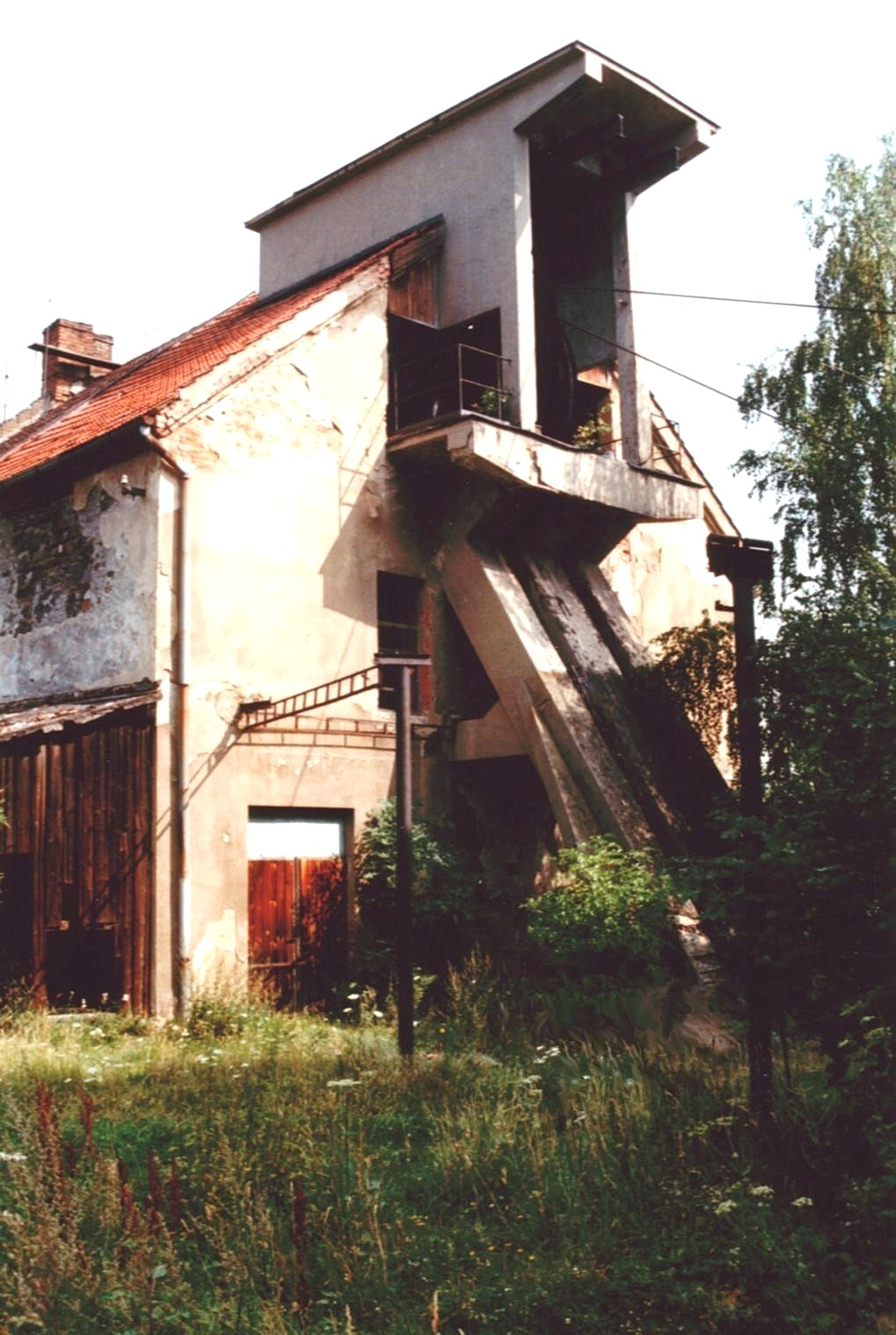
Betonstrebengerüst Schacht Prokop in Příbram, Tschechien
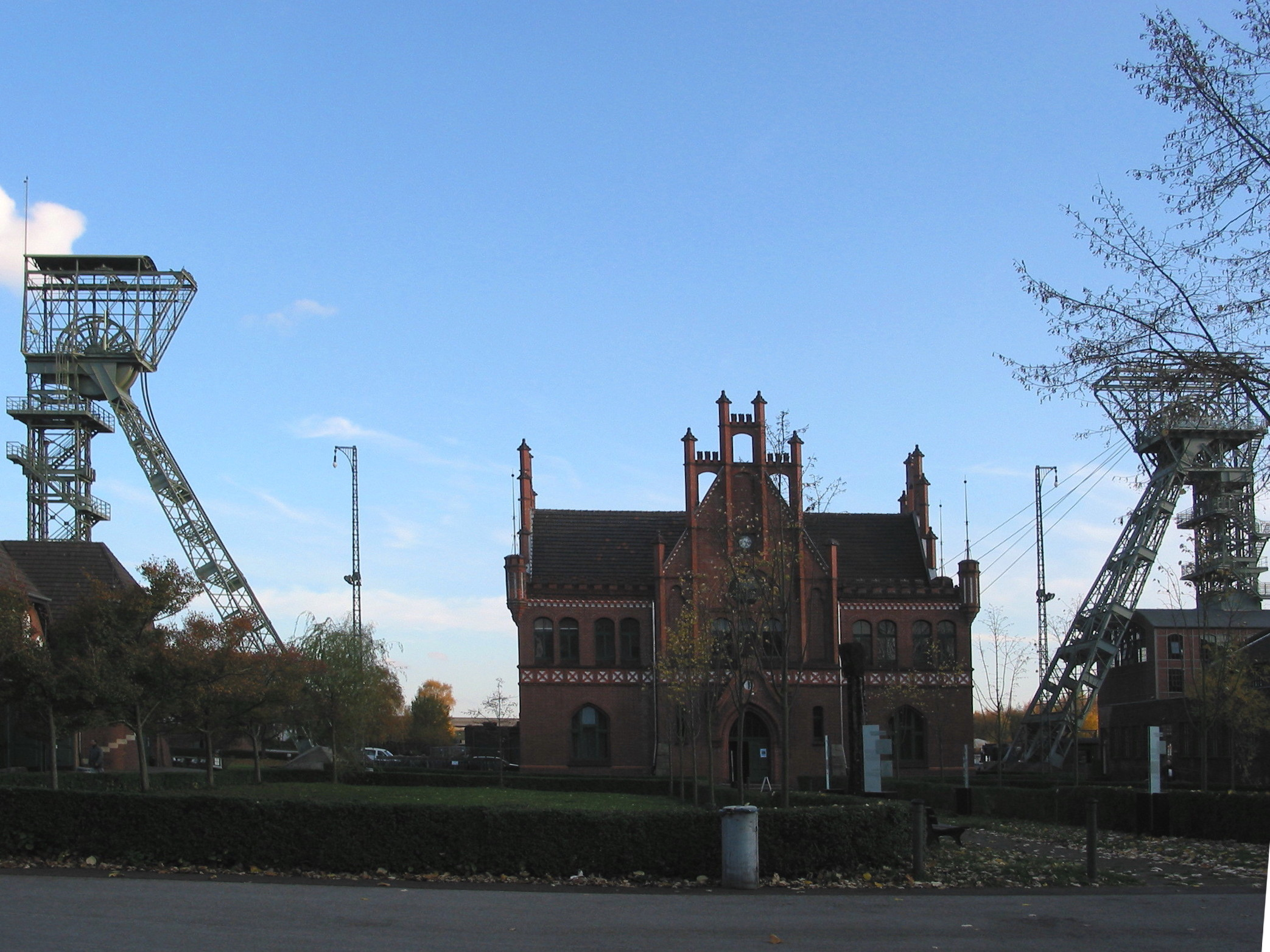
Zeche Zollern Schächte 2 und 4
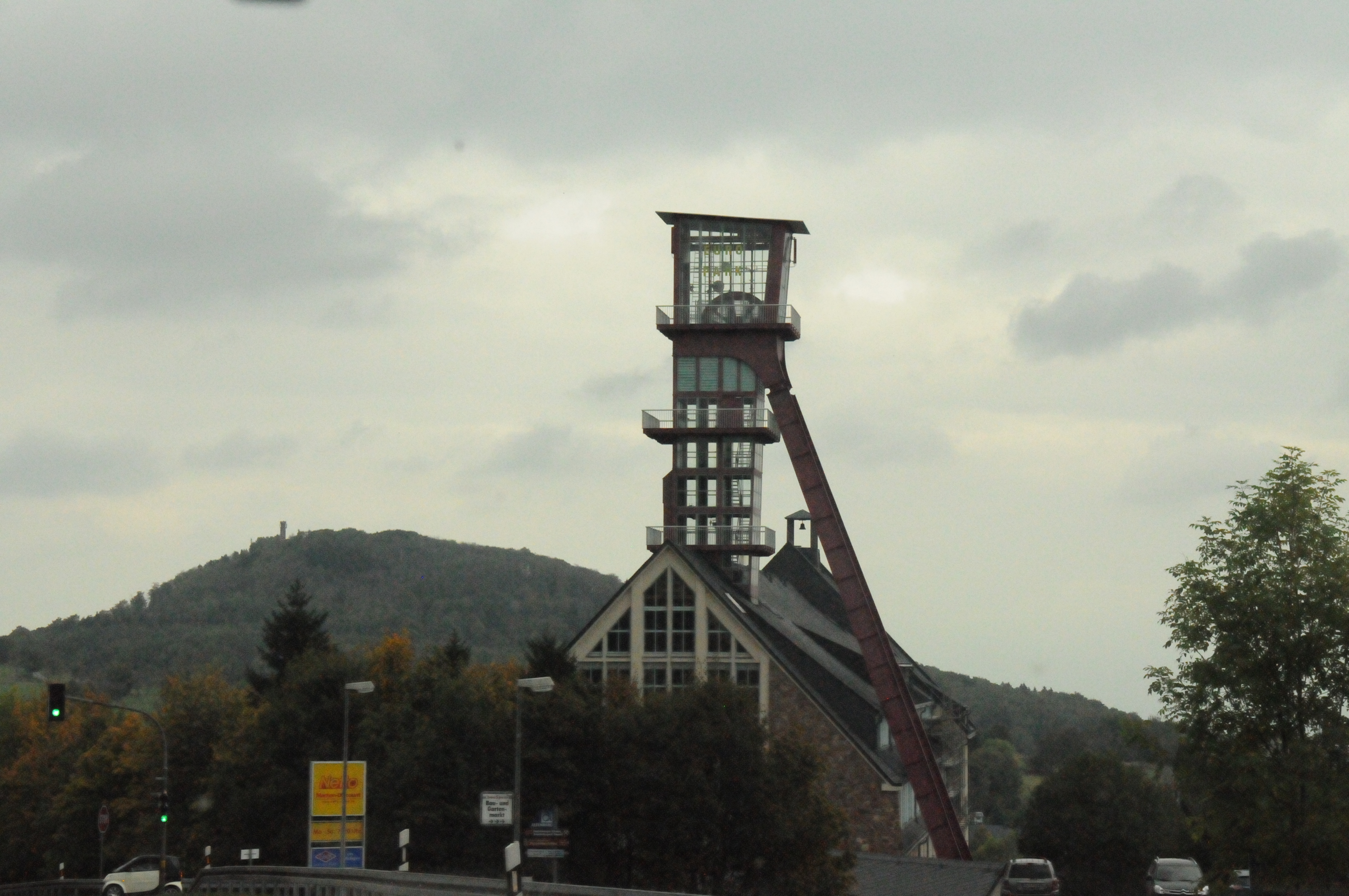
Strebengerüst des Arno-Lippmann-Schachtes (1952-1963) in Altenberg, Sachsen

#### Einstrebengerüste

##### Englisches Bockgerüst
Das englische Bockgerüst, auch als vierbeiniger Bock oder als englisches Strebengerüst bezeichnet, hat eine relativ simple Konstruktion, die statisch einfach gebaut ist. Seine statische Berechnung basiert auf dem Parallelogramm der Kräfte. Es besteht aus senkrechten Stützen und in Richtung der Fördermaschine montierte Streben. Um dieses Gerüst auszusteifen, werden zwischen den Stützen und den Streben horizontale Riegel in bestimmten Abständen montiert. Die senkrechten Stützen nehmen die vertikalen Lasten auf und die Streben nehmen die in Richtung der Fördermaschine wirkenden Horizontalkräfte auf. Die Seilscheibenbühne wird so am Gerüstkopf angebracht, dass sich die Seilscheiben am Kreuzungspunkt zwischen Stütze und Streben befinden. Durch diese Konstruktion wird die Last der Seilscheibenbühne nicht auf das Führungsgerüst übertragen. Außerdem kommt es am Bock zu keiner Biegeverformung, da nur Druckkräfte auf den Bock wirken. Da das Führungsgerüst nicht durch die Last der Seilscheibenbühne belastet wird, kann es deutlich leichter konstruiert werden als bei den deutschen Strebengerüsten. Es wird gegen Umfallen gesichert, indem es gegen das Seilscheibengerüst versteift wird. Eine dem englischen Bock sehr ähnliche Konstruktion eines Fördergerüstes ist der Tomson-Bock.

###### Beispiele Bockgerüste

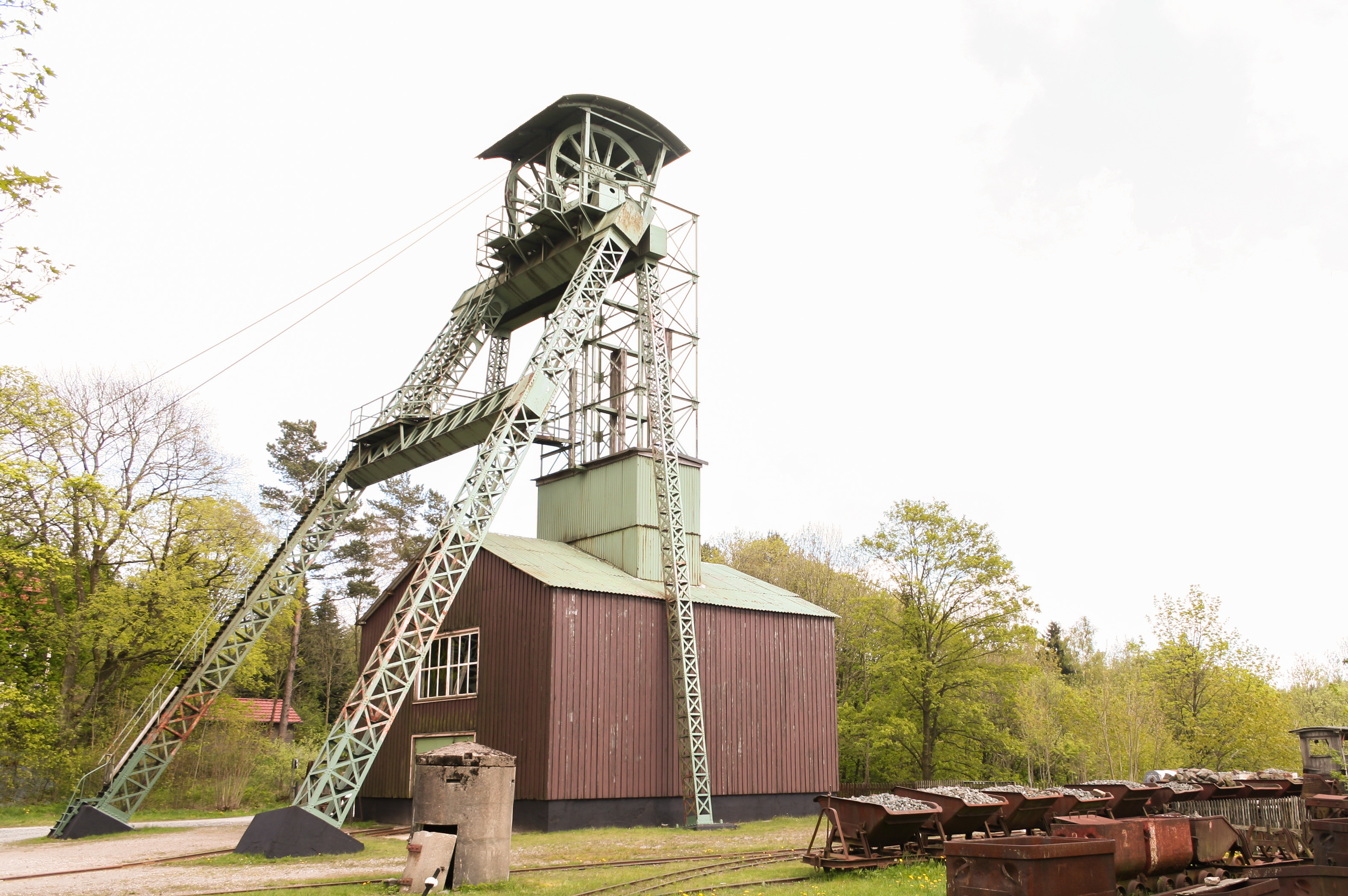
Englisches Bockgerüst des Ottiliae-Schachts von 1876 in Clausthal-Zellerfeld, ältester stählerner Förderturm Deutschlands.
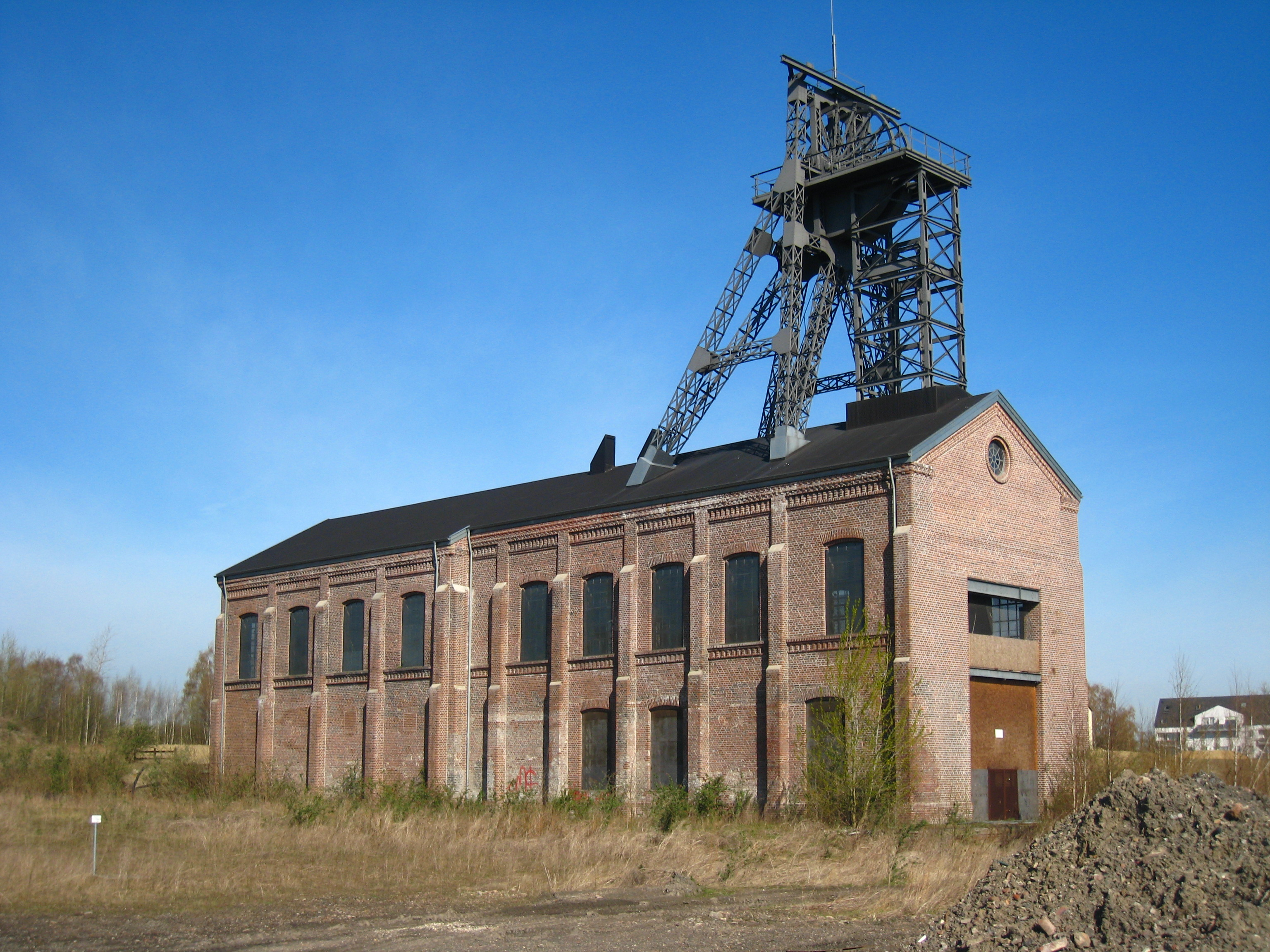
Tomson-Bock Fördergerüst der Zeche Gneisenau

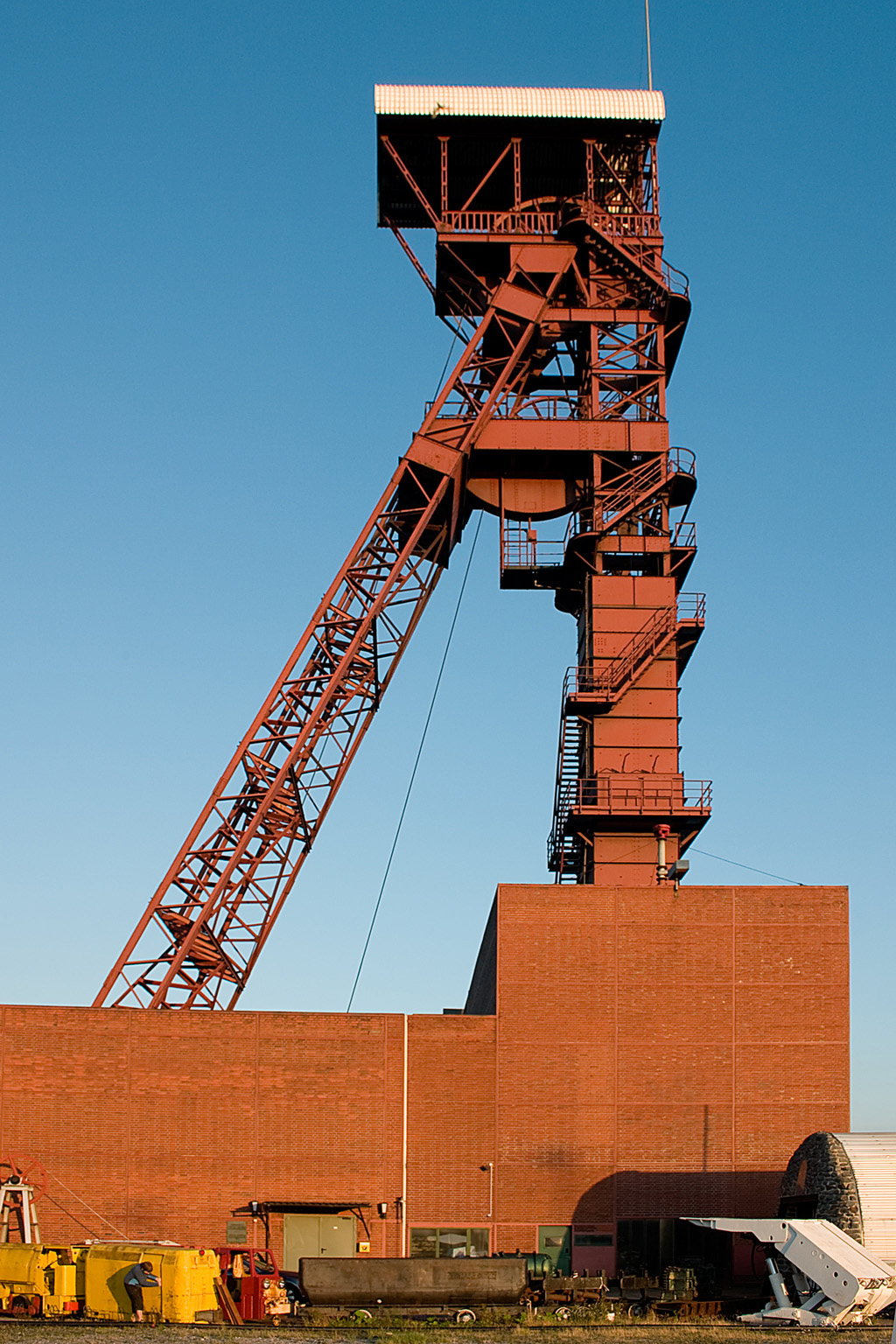
Klassisches deutsches Strebengerüst, Sophia-Jacoba Schacht 3 in Hückelhoven.

##### Deutsches Strebengerüst
Das deutsche Strebengerüst ist eine Weiterentwicklung des englischen Bocks. Es hat keine senkrechten Stützen, die Streben werden mittels horizontaler Träger mit dem Führungsgerüst verbunden und bilden den Grundrahmen für die Seilscheibenbühne. Auf dieser Konstruktion werden die Seilscheiben verlagert. Zum einen muss bei diesem Gerüst das Führungsgerüst die Seilscheibenbühne tragen. Zum anderen muss das Führungsgerüst zudem das Gewicht der Streben tragen. Somit wird das Führungsgerüst zur Abtragung der kompletten vertikalen Last genutzt. Da das gesamte Gewicht sich weiter auf die Lagerung des Führungsgerüstes auswirkt, muss dieses entsprechend ausgestattet sein. Zur Lagerung des Führungsgerüstes werden unterhalb der Rasenhängebank starke Längs- und Querträger in den Schachtkopf eingemauert. Die Streben sind fischbauchförmig ausgebildet, die einzelnen Beine sind zur Versteifung mit Querriegeln ausgesteift. Anfangs wurde diese Bauweise nach seinem Konstrukteur, Johann Carl Otto Hugo Promnitz von Promnitzau (1836–1889), als „Promnitz-Gerüst“ bezeichnet. Später setzte sich der Name „deutsches Strebengerüst“ durch.

#### Zweistrebengerüst
Das Zweistrebengerüst, auch als Doppelstrebengerüst bezeichnet, wurde entwickelt, um in einem Schacht mit zwei parallelen Förderungen zu arbeiten. Bei dieser Art einer Schachtförderanlage werden die Fördermaschinen auf gegenüberliegenden Seiten des Fördergerüstes aufgestellt. Zweistrebengerüste sind zweigeschossig ausgebildet, wobei die Seilscheiben auf jeder Seite übereinander gelagert sind. Durch diese Anordnung der Seilscheiben entsteht bei der Treibscheibenförderung keine seitliche Seilablenkung. Da der schräge Seilzug zur Fördermaschine, bedingt durch die gegenüber aufgestellten Fördermaschinen, auch nach beiden Seiten wirkt, müssen auch beide Seiten mit Streben abgestützt werden. Das Zweistrebengerüst ist praktisch eine Verdoppelung des zweigeschossigen Strebengerüst. Das Gerüst ist so konstruiert, dass die Streben und die Träger der Seilscheibenbühne das Traggerüst bilden. Das Führungsgerüst steht frei nach oben und wird über eine kräftige Verankerung mit dem Fundament verbunden. Da das Führungsgerüst keine Lasten der Seilscheibenbühne trägt, wird es nur relativ schwach konstruiert.

##### Beispiele von Zweistrebengerüsten

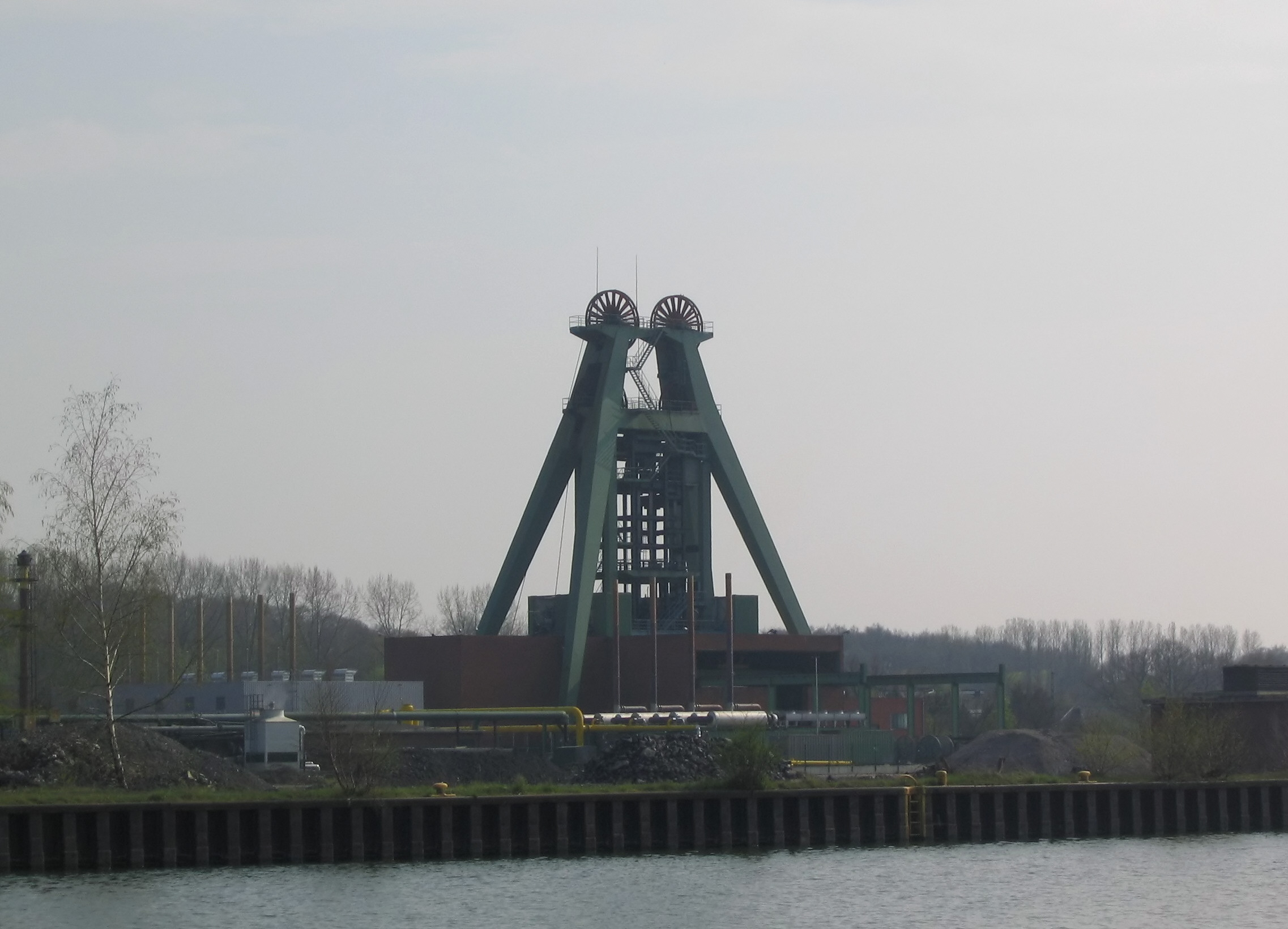
Stahlkasten-Doppelbock Zeche Haus Aden am Datteln-Hamm-Kanal
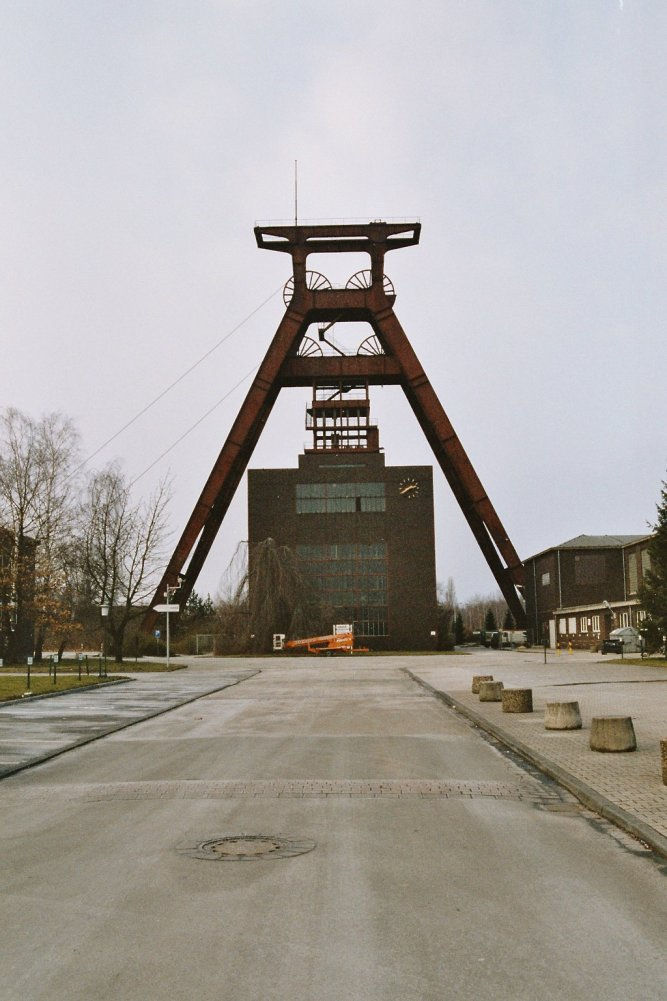
Doppelbock über einem Schacht der Zeche Pluto in Herne-Wanne
Doppelbock Schacht 12 Zeche Zollverein
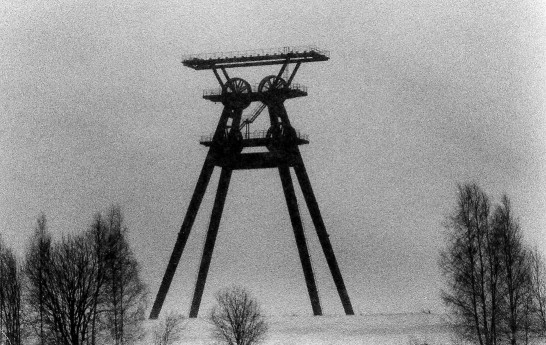
Doppelbock des ehemaligen Schachtes 403 (Bergbaubetrieb Drosen)
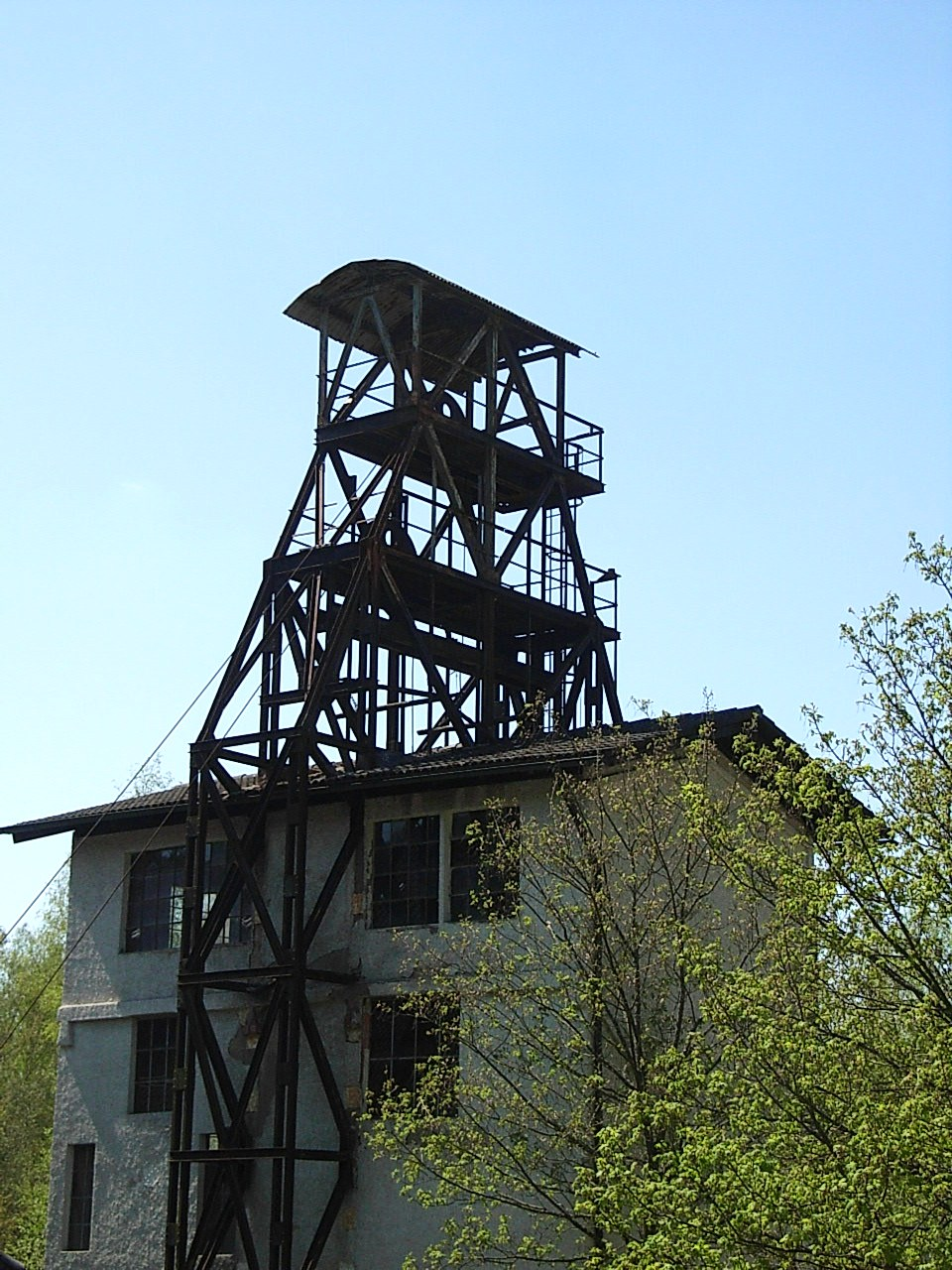
Doppelbock des Graphitbergwerkes Kropfmühl

#### Turmgerüst
Da bei Zweistrebengerüsten die Seilscheiben übereinander liegend gelagert werden und es somit bei Treibscheibenförderanlagen zu keiner seitlichen Seilablenkung kommt, können die beiden Fördermaschinen auch sehr nah an den Schacht herangebaut werden. Durch diese Aufstellung der Fördermaschinen laufen die Seile annähernd senkrecht von der Treibscheibe zu den Seilscheiben. Dies hat zur Folge, dass die horizontalen Seilzugkomponenten nur noch in geringem Umfang vorhanden sind. Aus diesem Grund können bei dieser Konstruktion die seitlichen, auf Biegung beanspruchten, Streben komplett entfallen. Zur Versteifung des Gerüstes müssen zusätzliche Druck- und Zugstäbe in das Gerüst integriert werden. Trotzdem ist das Turmgerüst deutlich leichter als ein gleichstarkes Strebengerüst. Die Vorteile von Turmgerüsten liegen in der großen Platzersparnis und dem geringen Schlagen der Förderseile.

##### Beispiele von Turmgerüsten

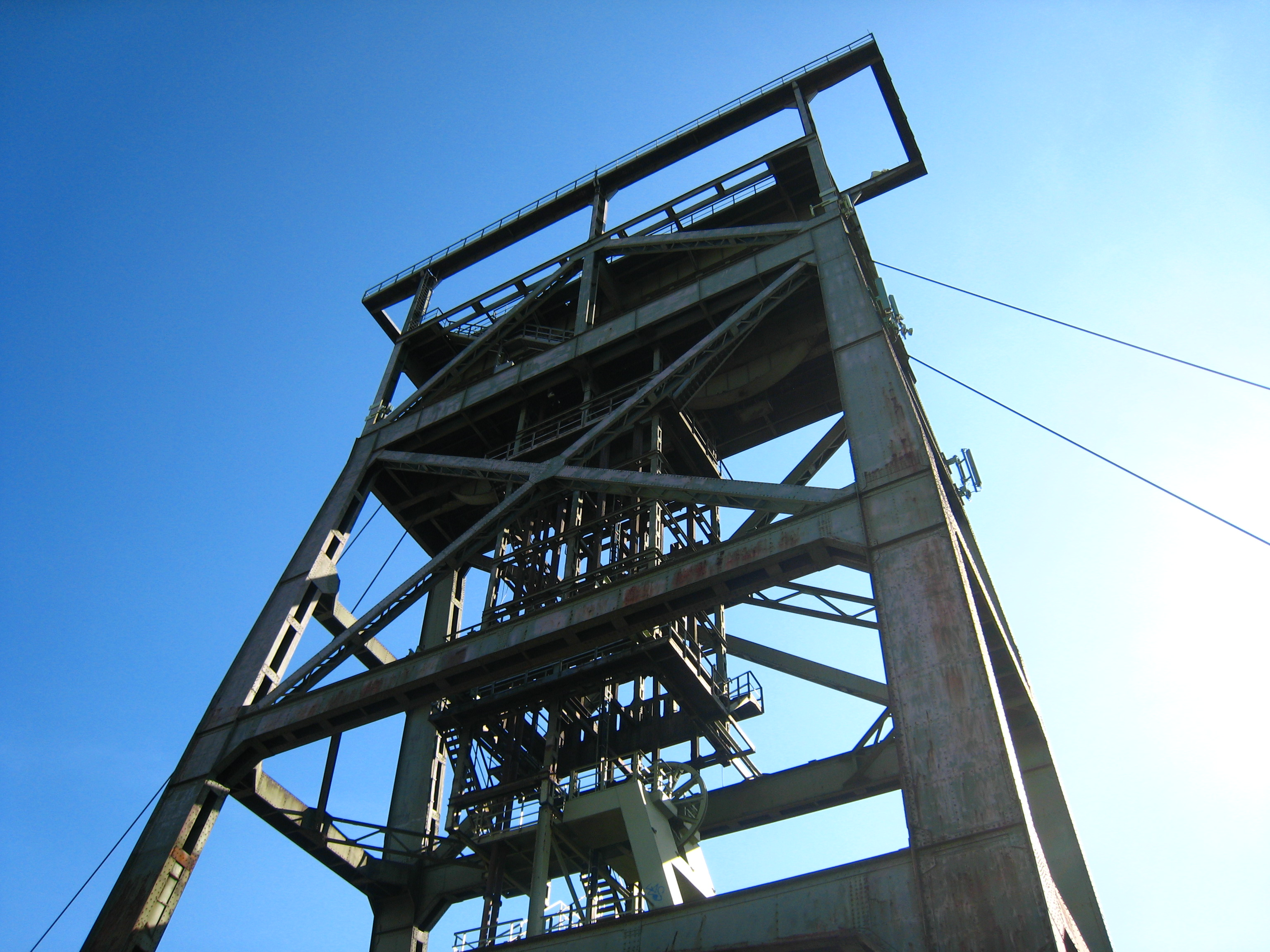
Turmgerüst der Zeche Gneisenau
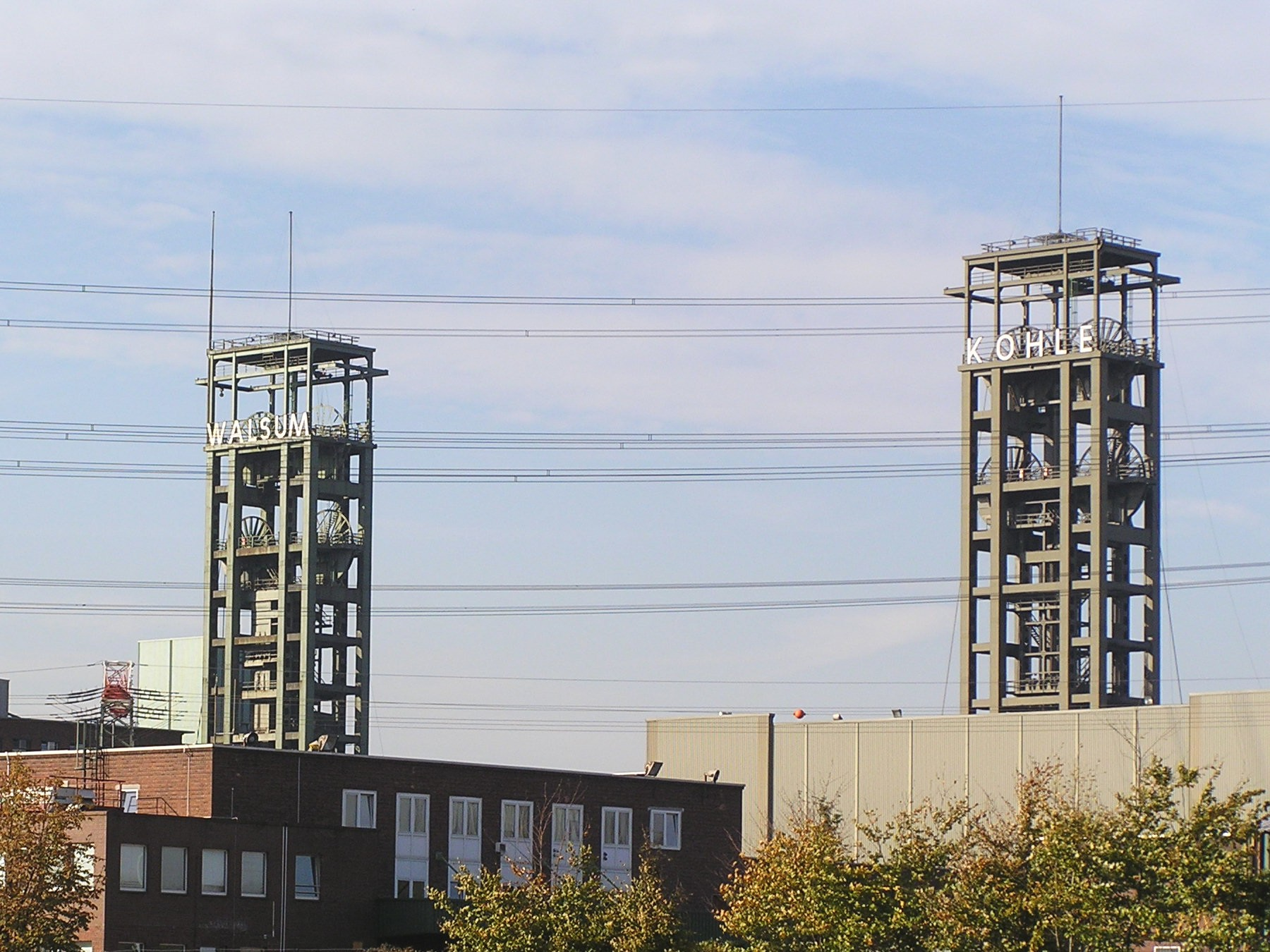
Turmgerüste der Zeche Walsum

### Fördertürme

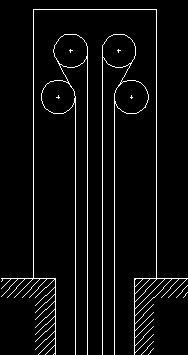
Schema einer viertrümigen Turmförderanlage

Fördertürme werden in Stahl- oder Betonfachwerkbauweise, oder auch in massiver Betonbauweise mittels Gleitschalung errichtet. Die Fördermaschine befindet sich im oberen Teil des Turmes direkt über dem Schachtmund. Da sich bei dieser Bauweise die Fördermaschine senkrecht über dem Schacht befindet, kommt es zu keinem seitlichen Seilzug und die abstützenden Streben entfallen. Nachteilig ist jedoch, dass die Fördermaschine schwieriger zugänglich ist. Ragt die Maschinenbühne (das oberste Geschoss des Turmes) an zwei gegenüberliegenden Seiten über die Mauern hinaus, so spricht man aufgrund des charakteristischen Aussehens von Hammerkopftürmen. Typisch ist eine Auslegung für eine viertrümige Förderung mit vier Trümern nebeneinander, bei der zwei Fördermaschinen im Turmkopf symmetrisch angeordnet sind. Bei der Verwendung einer Fördermaschine mit Treibscheibe kann der Einbau der Seilscheiben entfallen. Allerdings muss für jede Förderung eine Ablenkscheibe, auch Leitscheibe genannt, eingebaut werden. Diese sorgen dafür, dass das Förderseil zur Korbmitte abgelenkt wird. Trommelfördermaschinen sind für Fördertürme schlecht geeignet, da das Förderseil beim Treiben über die Trommel wandert und aufgrund der kurzen Distanz zwischen Trommel und Ablenkscheibe das Förderseil somit nicht zur Korbmitte gelenkt wird. Der Einbau der Fördermaschine im Turmkopf ist auch nur mit elektrischen Fördermaschinen machbar, da bei Dampfmaschinen zu große Schwingungen auf die Konstruktionsteile übertragen werden. Haben Fördertürme eine Höhe von mehr als 25 Metern über der Hängebank, müssen sie mit einem Aufzug versehen sein.

#### Anwendungsbeispiele Fördertürme
Immer wieder gab es Versuche, die Fördermaschine über dem Schacht aufzustellen, da hierbei eine Seilscheibe entfallen konnte und das Treibeseil einmal weniger umgelenkt wurde. Bereits seit 1860 gab es im Braunkohlenbergbau auf der Karl Grube einen hölzernen Förderturm in Fachwerkbauweise mit einer Dampffördermaschine. Allerdings hatte der Schacht nur eine geringe Teufe. Bei größeren Teufen waren die Fördertürme für das Aufstellen der schweren Trommelfördermaschinen ungeeignet. In den 1870er Jahren wurde der erste Förderturm auf der Zeche Hannover in Betrieb genommen. Die Fördermaschine war mit einer Treibscheibe ausgerüstet, hatte jedoch einen Dampfantrieb. In den Folgejahren ließ man jedoch von diesem Konzept ab, die Fördermaschine über dem Schacht im Turm aufzustellen, da die Türme den starken Erschütterungen, welche die Dampffördermaschinen verursachten, nicht standhielten. Erst mit der Einführung der elektrischen Fördermaschine konnte dieses Problem zufriedenstellend gelöst werden. Der erste deutsche Schacht mit einer solchen Anlage war der neue Heinrichschacht der von Arnim'schen Steinkohlenwerke in Planitz bei Zwickau (1899).

„Direkt über dem Förderschachte wurde eine elektrisch betriebene Fördermaschine von 30 Pferdestärken aufgestellt und im Monat Juni 1899 in Betrieb genommen. Die Fördermaschine hebt in einer Fahrt 600 kg Nutzlast und ist im Stande, aus 107 m Teufe in 10 Stunden 400 Karren = 200 t zu fördern. Der elektrische Antrieb hat sich gut bewährt und zu irgend welchen Anständen Veranlassung nicht gegeben. Die Manövrierfähigkeit ist ebenso groß und die Bedienung noch leichter als bei der Dampffördermaschine.“

Die beiden 1901 aufgestellten elektrischen Fördermaschinen des neuen Alexanderschachtes der von Arnim'schen Steinkohlenwerke waren allerdings keine Koepe-, sondern Trommelfördermaschinen, wie auf einem alten Foto zu erkennen ist. Es besteht daher die Möglichkeit, dass die Maschine des neuen Heinrichschachtes ebenfalls keine Koepemaschine war, allerdings gibt es hierfür aufgrund der schlechten Quellenlage bisher weder einen Positiv- noch einen Negativbeweis. In jedem Fall aber war diese Fördermaschine die erste elektrische, direkt über dem Schacht aufgestellte Fördermaschine Deutschlands. Nicht selten wurden auf einem Schacht diese Konstruktionen nacheinander verwendet. Insbesondere für die älteren Zechen im Ruhrgebiet traf es häufig zu, dass ein Treibehaus durch einen Malakowturm abgelöst wurde, diesem später ein stählernes Strebengerüst aufgesetzt wurde und in der letzten Phase vor dem Zechensterben dieses mit einem Förderturm gekrönt wurde. Ein typischer Vertreter war die Zeche Pörtingsiepen.

##### Beispiele von Fördertürmen

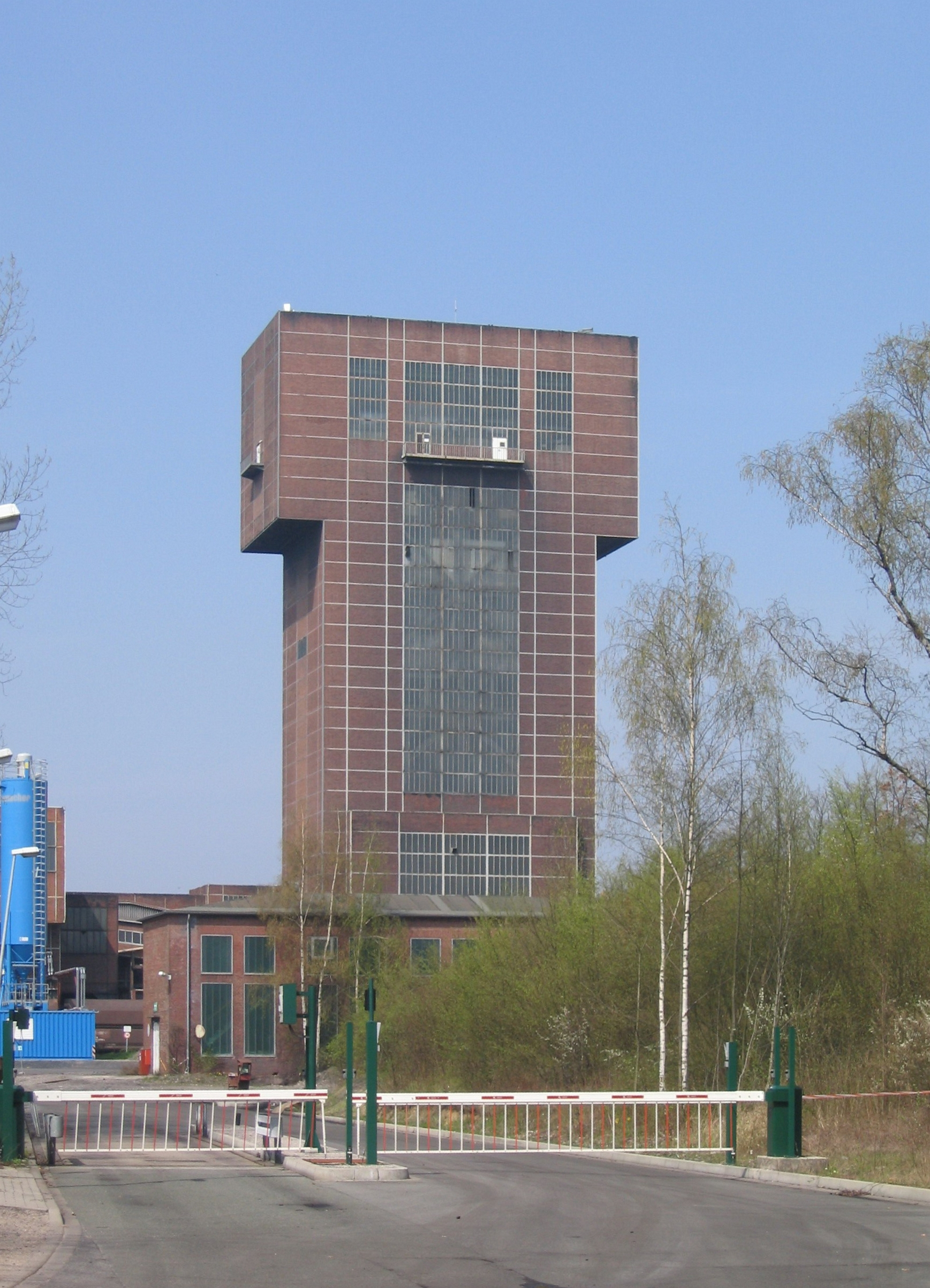
Hammerkopfturm Zeche Heinrich Robert Hamm
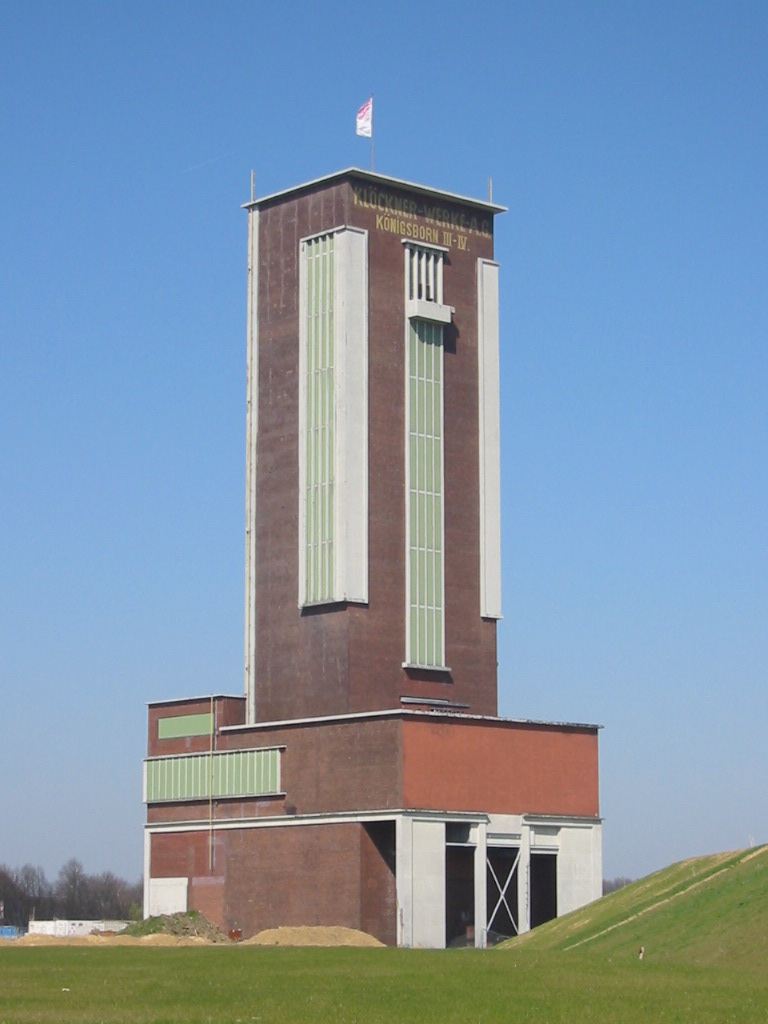
Förderturm der Zeche Königsborn in Bönen
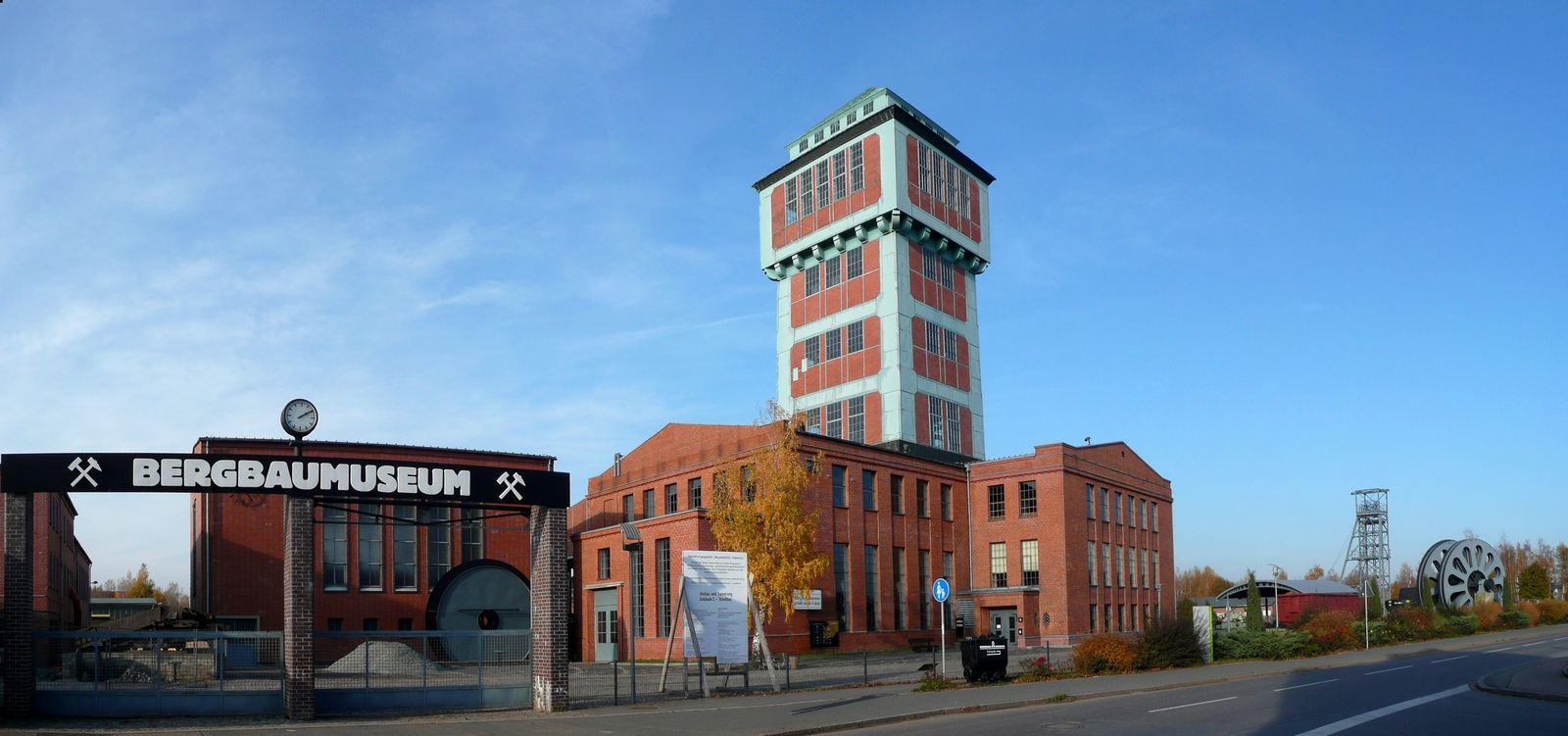
Förderturm des Karl-Liebknecht-Schachtes in Oelsnitz/Erzgeb.
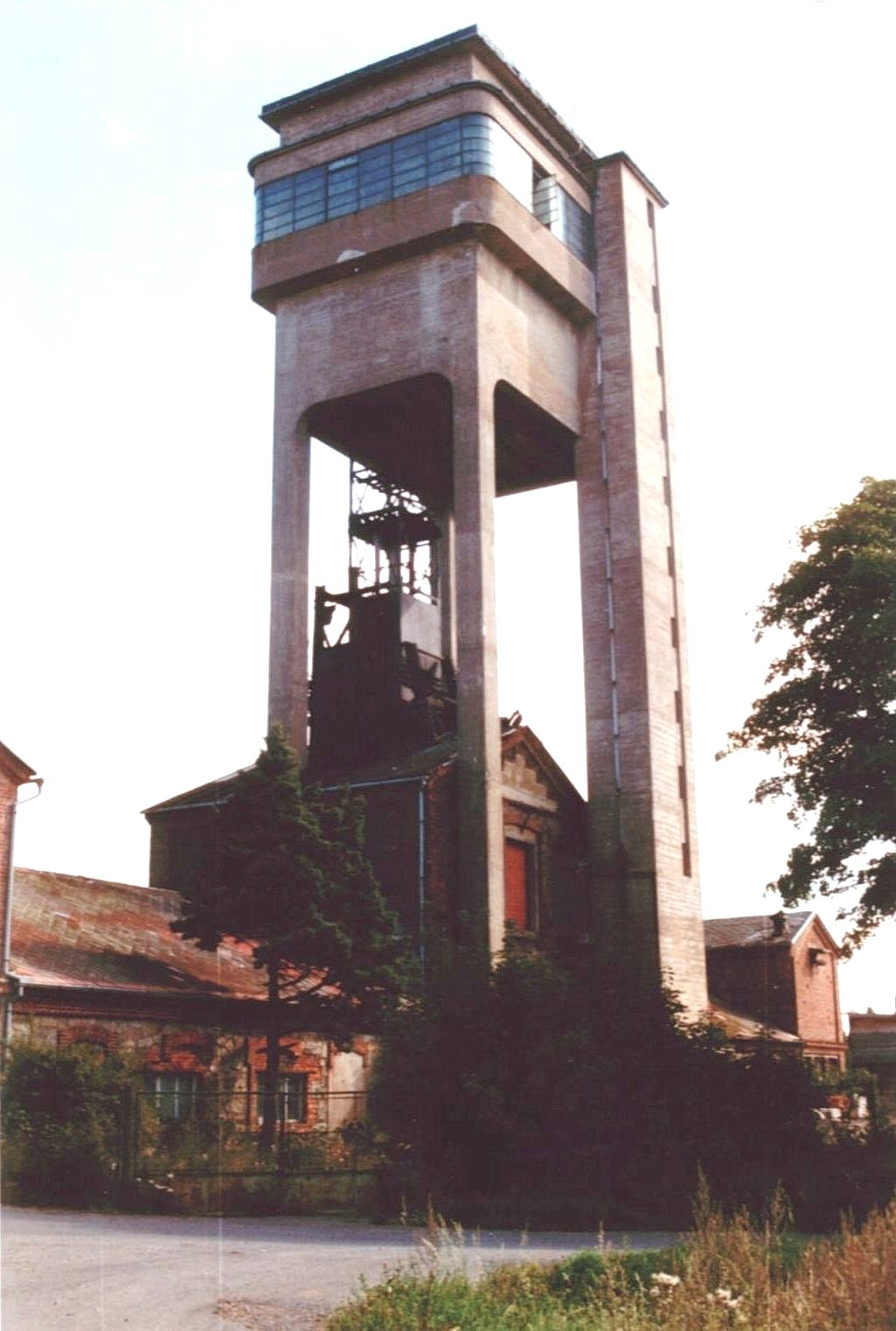
Betonförderturm in Stelzenbauweise, Schacht 25. Februar in Bohutin (Příbram), Tschechien
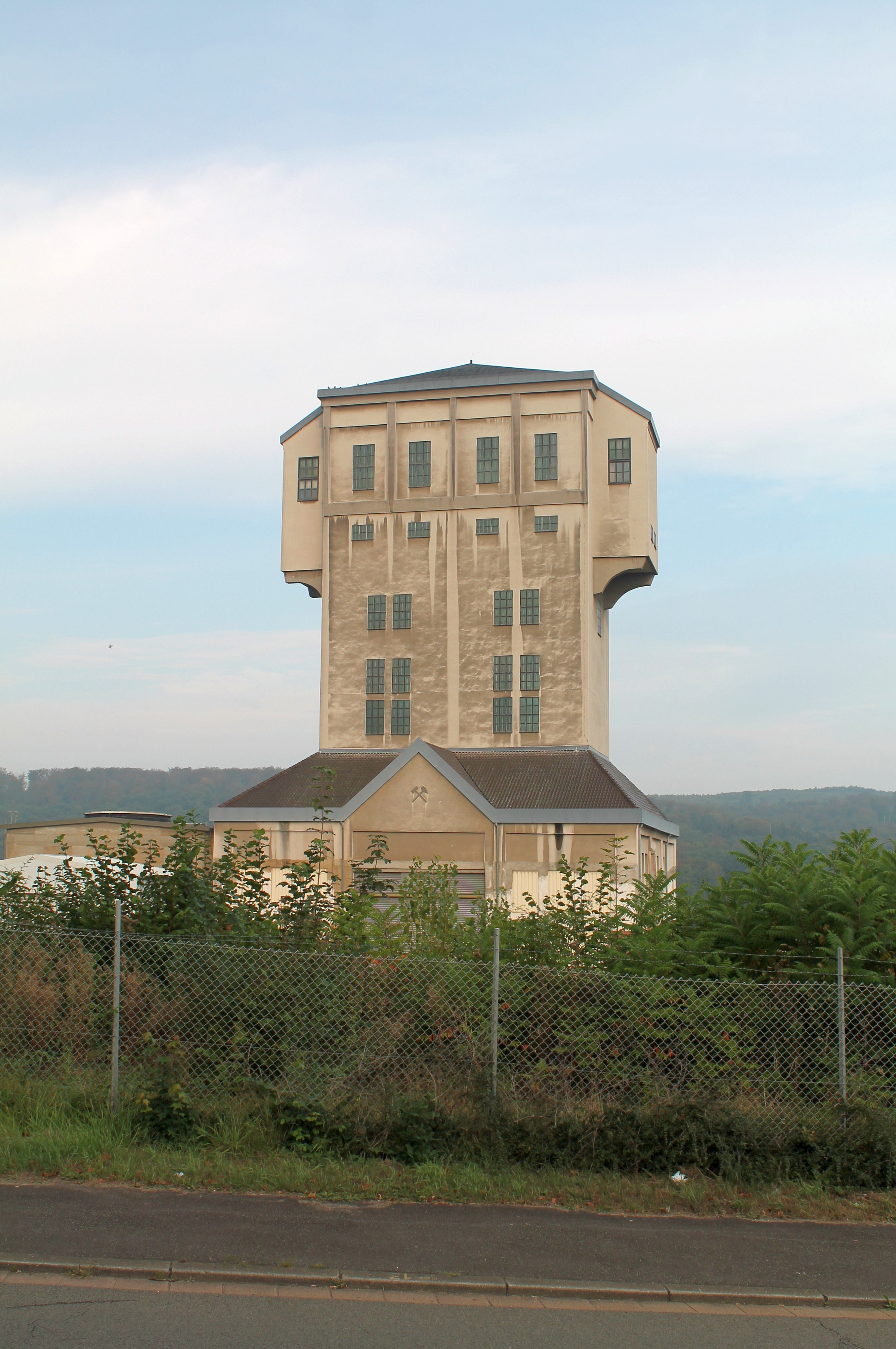
Schacht IV der Grube Camphausen, Saarland
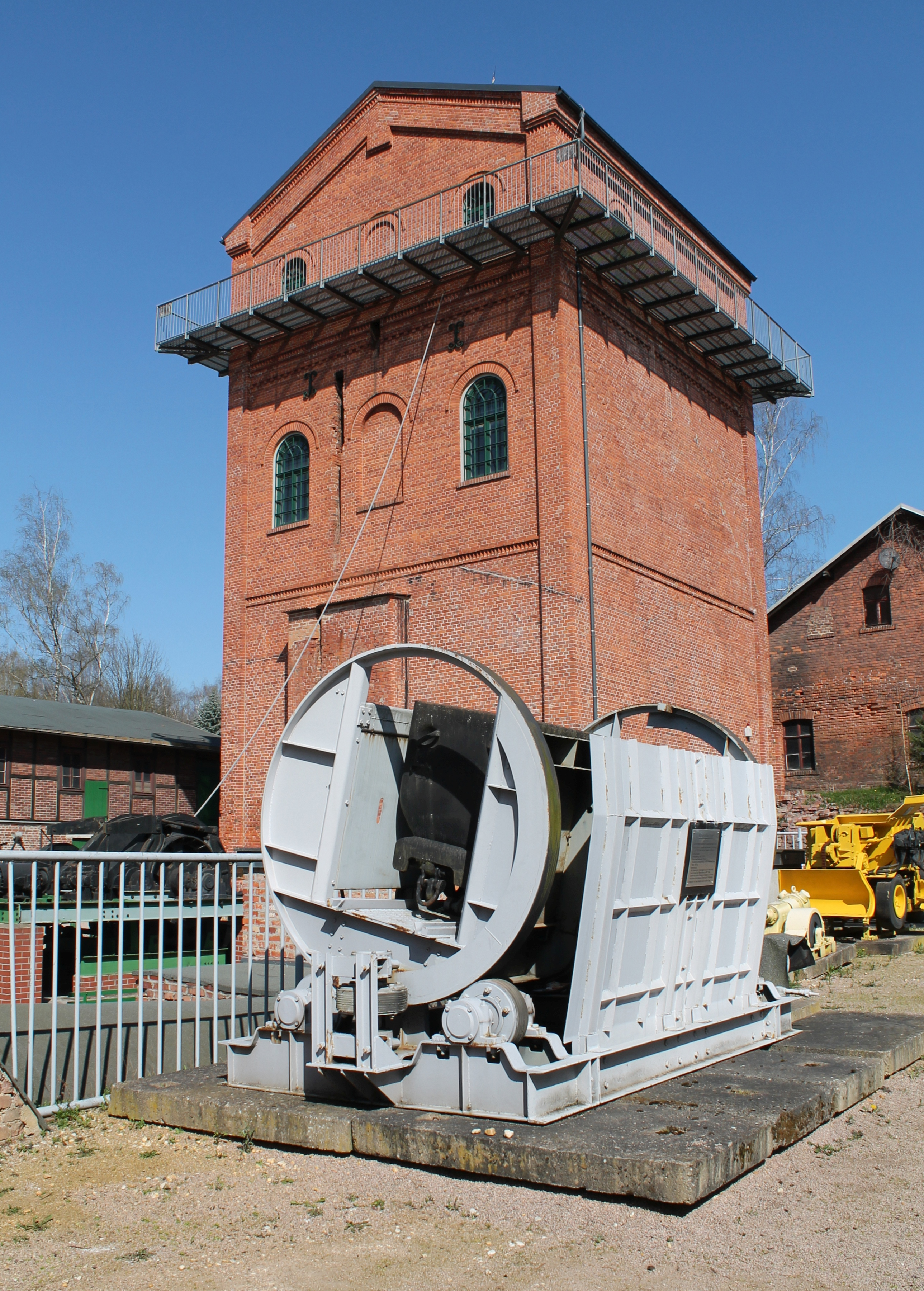
Treibehaus Morgensternschacht II in Reinsdorf (Steinkohlerevier Zwickau) zur Förderung, Fahrung und saugenden Bewetterung, Sachsen
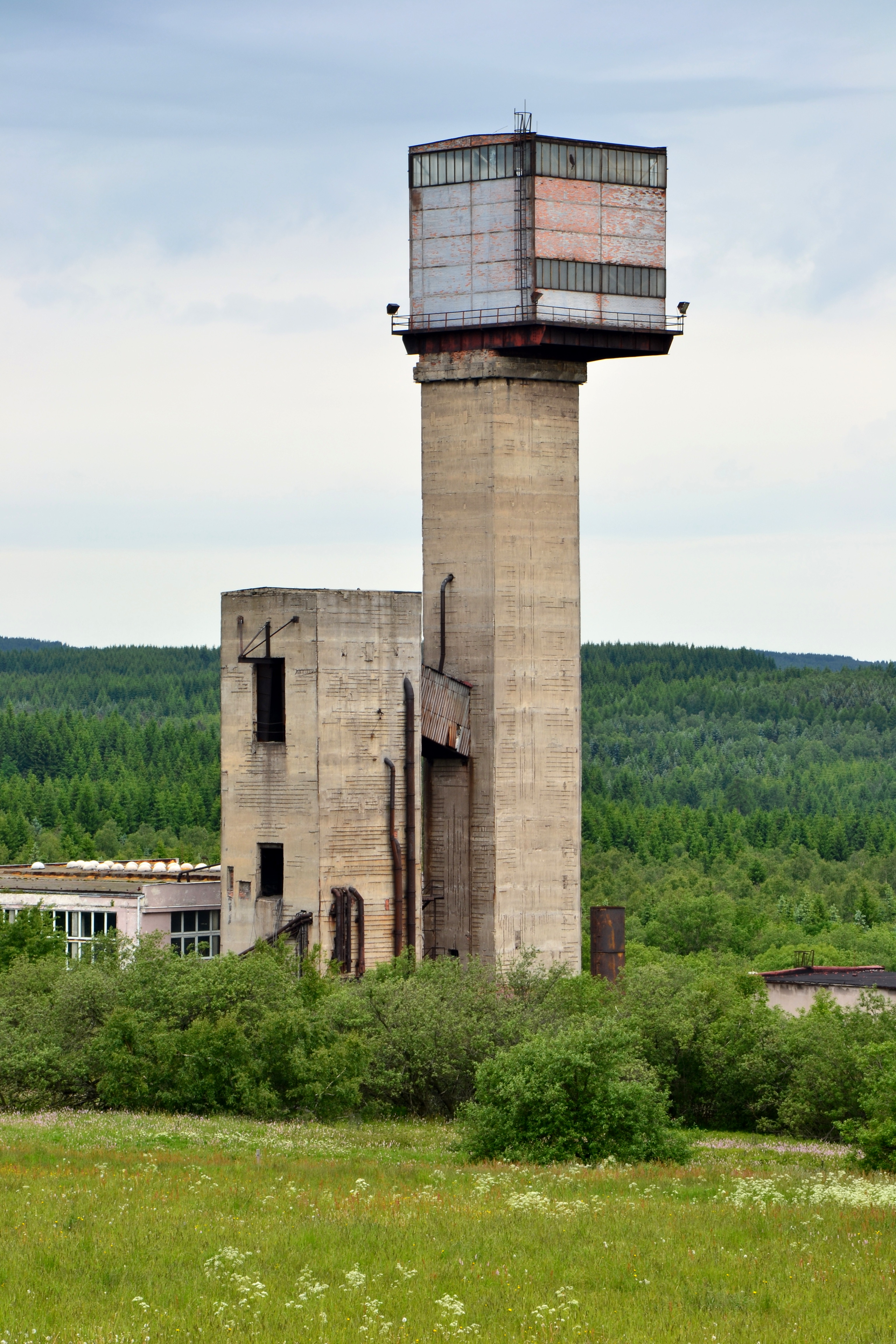
Betonförderturm (errichtet vor 1968, geschlossen 1996) der Grube Garmica in Měděnec (Kupferberg), Tschechien

## Industriedenkmale
Markante Fördertürme und -gerüste sind heute als Industriedenkmale vor allem im Ruhrgebiet zu besichtigen. Das ehemalige Doppelbock-Fördergerüst der Zeche Germania in Dortmund wurde nach Stilllegung der Anlage dort demontiert und als neues Wahrzeichen über dem Deutschen Bergbau-Museum in Bochum aufgebaut. Das Gerüst wurde nach Entwürfen von Fritz Schupp ausgeführt.